# بندر انزلی
بندر اَنزَلی () 
(به گیلکی: اٚنزٚلی) که تا پیش از انقلاب ۱۳۵۷ ایران، بندر پهلوی نامیده می‌شد، یکی از مهم‌ترین شهرهای گردشگری، از مراکز مهم اقتصادی و یکی از قطب‌های ورزشی در ایران است، و مرکز شهرستان انزلی محسوب می‌شود. بندر انزلی براساس میزان تخلیه و بارگیری کالاها در سال ۱۴۰۱، به عنوان دومین بندر پرتردد شمال ایران و دهمین بندر پرتردد کشور بشمار می‌رود. شهر بندرانزلی پس از مرکز استان (رشت) پرجمعیت‌ترین و بزرگ‌ترین شهر استان گیلان و یکی از متراکم‌ترین شهرهای ایران از لحاظ تراکم جمعیت محسوب می‌شود. این شهر طبق آمار «پرباران‌ترین شهر ایران» است. شهر بندرانزلی آب‌وهوایی مرطوب دارد و بارش در آن بسیار بالا است، چندان که سالانه میانگین ۱۸۲۷ میلی‌متر بارش در این شهر گزارش می‌شود، میزان رطوبت نسبی در این منطقه، در سال میان ۷۱ تا ۹۷ درصد در نوسان است. در سال ۲۰۱۹ در یک روز رکورد پرباران‌ترین شهر جهان را به خود اختصاص داد. شهر بندرانزلی در غرب استان گیلان قرار دارد و به واسطه کرانه‌های خزر و تالاب بین‌المللی بندر انزلی از چند جزیره و شبه‌جزیره تشکیل شده است، که با پل به هم مرتبط اند. نام بندرانزلی به سبب پیشینه تاریخی اش شناخته شده است. به لحاظ وجود گمرک و ارتباط بازرگانی از دیرباز نزد بازرگانان ایرانی و خارجی به دروازه اروپا آوازه داشته است و اهالی این شهر به واسطه بندری بودن، بسیار زودتر از دیگر نقاط ایران با دستاوردهای غرب آشنا شدند. طول نوار ساحلی شهرستان بندرانزلی حدود۴۴ کیلومتر است.

## نام
انزلی، نخستین و تنها نامی نیست که برای این شهر در طول تاریخ به کار رفته است. در روزگار پادشاهی دودمان پهلوی (از ۱۳۰۴ تا ۱۳۵۷) اسم آن به «بندر پهلوی» یا پهلوی ملقب شده بود ولی پس از انقلاب ۱۳۵۷ نام این بندر به نام پیشین خود، انزلی بازگردانده شد.
خلیج انزلی از دیرباز محلی امن برای پهلو گرفتن کشتی‌های بزرگ تجاری و ماهیگیری بوده است.
از میان تعریف‌های مختلف که دربارهٔ واژه «انزلی» وجود دارد قابل قبول‌ترین معنی «انزل به معنی لنگر» انزلی = لنگرگاه است
نام این منطقه که صاحب یکی از بزرگ‌ترین تالاب‌های جهان «تالاب انزلی» است به زمانی قبل از آغاز شهرنشینی در این منطقه بازمی‌گردد؛ زیرا پیدایش جزیره و تالاب در این منطقه از قدمتی ۱۵۰۰۰ ساله برخوردار است.

### باشندگان
باشندگان انزلی را "انزلی چی" به معنی اهل انزلی خطاب می‌کنند. در برهان قاطع جسته و گریخته به چند واژه گیلکی اشاره شده است که از لحاظ دگردیسی واژه می‌توانند قابل توجه باشند:
پسوند «-چه» که همان «-یج» امروزین در زبان‌های کاسپین است و پسوندی است برای انتساب به محل (مانند «یوشیج» - «اهل یوش»). اگرچه در تمامی نقاط شمالی ایران امروزه همان «-یج» به کار می‌رود اما پسوند «-چی» نیز در اصطلاح معروف «انزلی چی» (اهل انزلی) می‌تواند از همین ریشه باشد. ریشه این پسوند از «چیت» باستانی ایران است که در زبان فارسی به صورت «-زی» درآمده است (مانند: «رازی» - اهل ری، منسوب به شهر ری)"
جغرافیدانان بر این باورند، که انزلی جایی است که سه سوی آن، آب و یک سوی آن، خشکی است. هم رسته این واژه، واژگان دیگری نیز وجود دارد که آخرشان به «ج» ختم می‌شود و می‌توان گفت که انزلی در اصل «انزلیج» بوده و
انزلیج واژه‌ای گیلکی و به معنای اسکله‌ای بوده است، که بر کناره رودخانه برای پهلو گرفتن کرجی‌ها می‌ساختند و واژه انزلی چی برگرفته از واژه انزلیج است.

## تاریخ
انزلی پیشینه‌ای دراز دارد. «کارلاسرنا»، جهانگرد ایتالیایی که در دوره ناصرالدین‌شاه از ایران بازدید کرده است به خاطر اقامت در بندر انزلی اطلاعات بسیار ارزنده‌ای راجع به جمعیت، اشتغال، شهرسازی، صنایع دستی، نوع معماری ساختمان‌ها، درختان، برج شمس‌العماره، قلعه در حال ویرانی انزلی، طبیعت و … شهر ارائه داده است.

### ساختمان‌های کهن
بندرانزلی پیش‌تر دارای چندین قلعه و باستیان نظامی و چند منار بوده است که به جز یک منار از بقیه آثاری به جای نمانده است. با این همه هم‌اکنون در انزلی ساختمان‌هایی با قدمت ۱۲۰ تا ۱۵۰ سال نیز به چشم می‌خورد.
- دیرینه‌ترین سازه‌ای که تاکنون پابرجاست فانوس دریایی (مناره) است که در سال ۱۸۱۵ میلادی ساخته شد و در مرکز شهر قرار دارد.
- عمارت معتمدی (شهربانی سابق و فرماندهی دریابانی نیروهای انتظامی فعلی) در بلوار فوقانی است که قدمتی همانند برج ساعت (مناره) دارد.
- محل ترنم موزیک که به حافظیه معروف است و در گویش گیلکی موزیک جیگا گفته می‌شود و در محوطه شهرداری واقع شده.
- هتل مهمانپذیر تهران یک عمارت زیبا به لحاظ معماری با بالکن‌های متعدد در سال‌های ۱۳۰۴ تا ۱۳۰۸ که در حقیقت اولین و مجهزترین مهمانپذیر این شهر به‌شمار می‌رفت ساختمانی دونبش در ضلع غربی میدان واقع بود که در سالهای اخیر مورد بی مهری قرار گرفت و به خرابه ای تبدیل شد و در روز دوازدهم خرداد سال ۱۴۰۲ توسط مالک جدید شخصی به نام فلاح کلا تخریب شد.
- کاخ میان پشته که از لحاظ معماری مهم است. البته بنای اصلی این کاخ قدمتی بسیار بیش‌تر از این بنای معماری دوران پهلوی دارد.
- سمت غرب ساختمان دادگستری، ساختمان فند چنان - جنوب غربی میدان، ساختمان داوودزاده از جمله بناهایی است که بین سال‌های ۱۳۰۴–۱۳۰۶ شمسی ساخته شده است.
- ساختمان چهارطبقه معروف به ساختمان حاجی علی عباس رمضانی در جنب میدان امام خمینی که در سال ۱۳۱۹ شمسی به مبلغ ۴۰۰۰۰ تومان از طرف دولت خریداری و محل استقرار دادگستری و ثبت و اسناد انزلی شد و اکنون جزء آثار حفاظت شده و در فهرست آثار میراث فرهنگی ثبت شده است. این ساختمان یه دست استاد معمار ستار روزگار ساخته شده است.
- ساختمان داوودزاده با پنج طبقه و با نمای آجر که امروزه به عنوان مهمان‌پذیر و در میدان امام خمینی به نام هتل گلسنگ معروف است.
- ساختمان دوطبقه‌ای که در جنب شیلات انزلی قرار گرفته و دارای نقوش و کنده‌کاری با دست استاد معمار ستار روزگاراست (این ساختمان‌ها امروزه تخریب شده است) و همچنین درست روبروی همین ساختمان بنای دوطبقه‌ای با نمای زیبا وجود دارد که به گراندهتل معروف است که آن هم به دلیل بی‌توجهی مسولین در حال نابودیست.
- بنای مهمان‌خانه آرارات که جنب شیلات در غازیان قرار داشت و از قدیمی‌ترین بناهای دو طبقه در انزلی محسوب می‌گردید، این بنا در آغاز پادشاهی پهلوی به دست استاد معمار ستار روزگار بنا نهاده شد، که به دلیل بی‌توجهی و همچنین قرار گرفتن در طرح پل جدید غازیان به همراه مغازه‌های زیرین آن تخریب شد.
- مهمان‌پذیر مرمر بندرانزلی از جمله قدیمی‌ترین بناهای شهرستان بندرانزلی محسوب می‌شود. مهمانپذیری که سالیان دور پذیرای مسافران این شهر بوده و رونق و شکوه خاصی به خیابان مجاور بلوار ساحلی بخشیده بود.
- خیابان سی متری بندرانزلی با محیطی مشجر و بلواری سرسبز و با درختانی برافراشته در کنار لنگرگاه کشتی‌های ایرانی و روسی نیز بخشی از نمایی را تشکیل می‌داد.
- مهمانپذیر مرمر در یک موقعیت جغرافیایی و مکانی مناسب در شهر قرار گرفته است، ولی امروز این بنای قدیمی تبدیل به مخروبه‌ای شده که تنها خاطراتی از آن در یاد مسافران و بومیان شهر به یاد مانده است.
- بنای تاریخی بانک ملی انزلی در میدان اصلی این شهر به رغم ثبت در فهرست آثار تاریخی و میراث فرهنگی کشور به دلیل بی‌توجهی مسئولان در معرض خطر تخریب قرار داشت. این بنای زیبای آجری به بناهای دوران پهلوی بازمی‌گردد. البته این بنا در حال تعمیر است و با نمای بیرونی قدیمی بازسازی شده ولی داخل آن به صورت مدرن تجهیز شده و دوباره بانک ملی شعبه گلستان به این مکان منتقل گردید)[۱۸][۳۱]

#### اسکله
اسکله انزلی یا مجتمع بندری انزلی بندرگاهی در جنوب دریای خزر واقع در شهرستان انزلی است. این بندرگاه دارای رتبه سوم بین بندرهای کشور بعد از بندر امام خمینی و بندر شهید رجایی (بندر عباس) از لحاظ تناژ تخلیه و بارگیری است؛ و تاکنون برای این مجتمع بندری نامی انتخاب نشده و نام این مجتمع بندری منسوب به شهر بندر انزلی است.
این اسکله در سال ۱۳۰۶ که تحت مدیریت کشور روسیه بود، به مقامات دولتی وقت تحویل داده شد و در سال ۱۳۰۱ نیز نخستین کشتی توسط آلمانی‌ها از اروپا به بندر انزلی آورده شد. در سال ۱۸۹۵ میلادی برابر با ۱۲۷۴ خورشیدی کار بنای موج‌شکن غازیان به طول ۷۵۰ متر و موج‌شکن انزلی به طول ۵۲۰ متر شروع و در سال ۱۹۱۴ میلادی برابر ۱۲۹۳ خورشیدی پروژه احداث موج‌شکن‌ها پایان یافت.

#### ساختمان شمس‌العماره

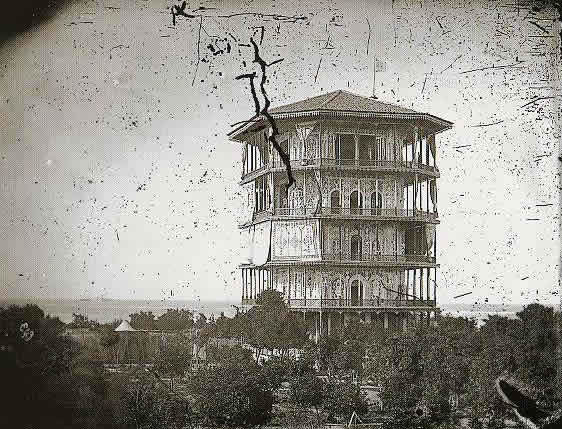
عمارت شمس‌العماره از زاویه‌ای دیگر

در اواخر نیمه اول قرن سیزدهم ناصرالدین‌شاه فرمان ساخت قصری در مرکز شهر را می‌دهد که بعدها این قصر به شمس‌العماره مشهور می‌شود. ساختمان شمس‌العماره بلندترین و پرآوازه‌ترین ساختمان شهر در انزلی قدیم بوده است. این ساختمان در بلوار فوقانی کنونی در ۵طبقه ساخته شده بود. ناصرالدین‌شاه در سفرنامه بازگشت از اروپای خود می‌نویسد: ۴ ساعت به غروب مانده وارد انزلی می‌شویم. منزل ما در برجی است که به حکم ما، وزیر خارجه در زمان حکومت خود در گیلان بنا نهاده است. بعد توسط میرزا محمد حسین به اتمام رسید و اندک کار باقی‌مانده آن توسط معتمد الملک به اتمام خواهد رسید. معتمد الملک مسئول نگهداری شهر و گماره والی گیلان بوده است و با توجه به زمان سفر ناصرالدین‌شاه به اروپا، سال ۱۲۴۹ شمسی، سال ساخت شمس‌العماره بوده است. این تاریخ در کتاب ولایات دارالمرز ایران نوشته رابینو که تاریخ ساخت شمس‌العماره را ۱۲۸۸ هجری قمری بیان کرده تطابق نسبی دارد.
این برج ۵ طبقه و سراسر از سنگ و آجر و ایوان‌های آن از جنس چوب منقش بوده است. ساختمان نمای بسیار زیبایی به دریا و جنگل‌های اطراف شهر داشته است، چنان‌که ناصرالدین‌شاه در سفرنامه بازگشت از اروپا می‌نویسد:

در هیچ‌کجای اروپا چنین منظره زیبایی را ندیده‌ام

ناصر الدین شاه
پس از ناصرالدین‌شاه این ساختمان یک بار در سال ۱۲۸۶ شمسی به همت مردم شهر بازسازی می‌شود. اما سرانجام قسمت‌های گچ‌بری شده و لوازم آن به دست موسیو هانسیس مسئول مالیه گیلان در اواخر دهه ۱۲۹۰ از کاخ به بیرون برده و از کشور خارج می‌شود. این بنا پس از احداث ساختمان شهرداری در سال ۱۳۰۶ به‌طور کامل ویران و در سال ۱۳۱۱ به جای آن حوضی به مساحت ۲۱۴ متر مربع ساخته شد.

#### حمام‌های قدیمی
- حمام پنجشنبه:

این بنا در کهنه بازار انزلی واقع شده و از ساخته‌های دوره ناصرالدین‌شاه به سال ۱۳۰۳ ه‍.ق است.
- حمام علی اف:

این بنا در انتهای خیابان ابوذر (سپه) واقع شده و از آثار اواخر دوره قاجار به سال ۱۳۲۶ ه‍.ق است که توسط علی اف از بازرگانان انزلی- ساخته شده است. این بنا که به شیوه جدید و با دستگاه‌های دوش، وان و نمره‌های خصوصی ساخته شده بود در ابتدا متشکل از دو بخش مردانه و زنانه بود که بعدها بخش زنانه آن برچیده شد و در بخش مردانه نیز تغییراتی از جمله افزودن بر تعداد نمره‌های خصوصی آن صورت گرفت. بخش مردانه دارای فضای وسیع با خزینه‌های آب گرم و سرد است.
- حمام شاه:

این بنا که مهم‌ترین حمام تاریخی انزلی به‌شمار می‌رفته در اوایل دوره قاجار توسط هدایت‌الله خان فومنی معروف به گیلانشاه (مقتول ۱۲۰۰ ه‍.ق) ساخته شده است و به هنگام مسافرت و اقامت شاهان قاجار در انزلی مورد استفاده آنان قرار می‌گرفت. حمام شاه انزلی که به سبک دیگر حمام‌های قدیمی ساخته شده و دارای کاشی‌کاری زیبایی بوده در دوره اخیر ویران شده است.
- حمام سنگی:

به سال ۱۲۸۱ خورشید، از شگفتی‌های حمام سنگی، نحوه گرم شدن و ماندگاری آب در خزینه آن بود. از تاریخچه این حمام اطلاعات کامل‌تری در دسترس نیست.
کاخ میان پشته، برج ساعت، ساختمان موزیک، پل غازیان، بنای شهرداری، سر در اداره بنادر و دریانوردی، بانک ملی انزلی، کلیسای مریم مقدس، منبع آب اداره بنادر، مناره مسجد قائمیه، ساختمان قدیمی دادگستری، مجموعه میدان امام، هتل گل سنگ، بلوار ساحلی، عمارت قاسم‌اف و ساختمان دبیرستان مهدخت (شرف) را از دیگر بناهای تاریخی ثبت شده شهرستان انزلی است.

### تصاویری از بناهای تاریخی

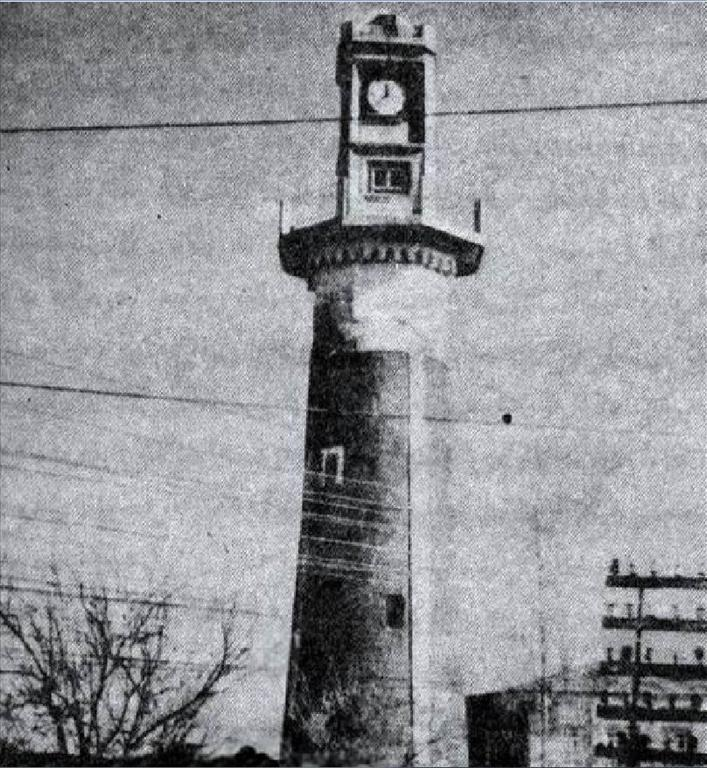
مناره بندر انزلی
ساختمان بانک ملی
نمایی از ساختمان شهرداری از داخل بلوار انزلی
ورودی سابق گورستان
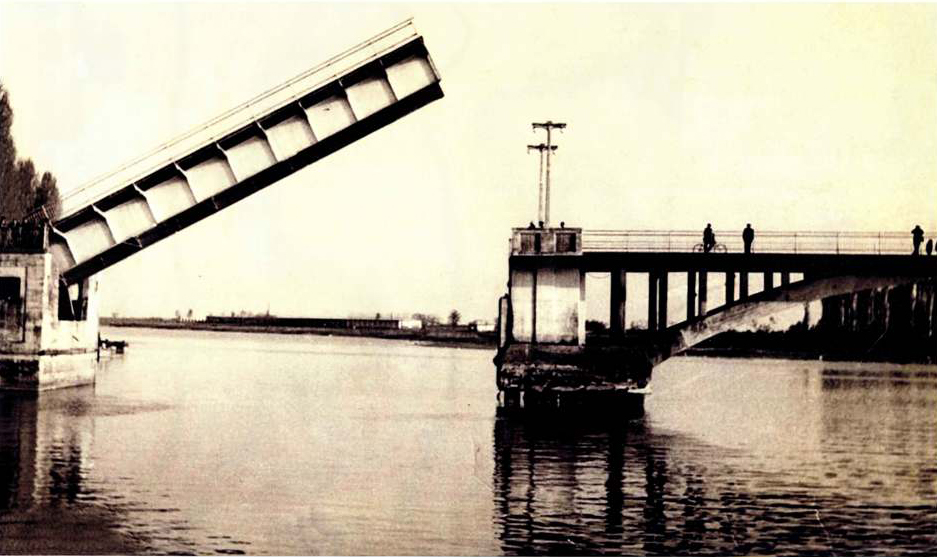
نخستین پل متحرک ایران ۱۳۲۳
حمام سنگی انزلی ۱۲۸۱ خورشیدی

### عکس‌های قدیمی و تاریخی

سکونت‌گاه‌های ماهی‌گیران انزلی در کنار دریای خزر؛ عکس از ارتفاع ۲۰۰ متری (اثر والتر میتل‌هولتسر در سال ۱۳۰۳)
سکونتگاه‌های ماهیگیران انزلی (اثر والتر میتل‌هولتسر در سال ۱۳۰۳)
ماهیگیران بندر انزلی در سال ۱۳۰۳ خورشیدی
یک ماهی‌گیر در حال تعمیر تور ماهی‌گیری حوالی سال ۱۳۰۳
نمایی از بندر انزلی (۱۳۰۳ خورشیدی)
توربافی (۱۳۰۳ خورشیدی)
کودکانی از بندر انزلی (۱۳۰۳ خورشیدی)
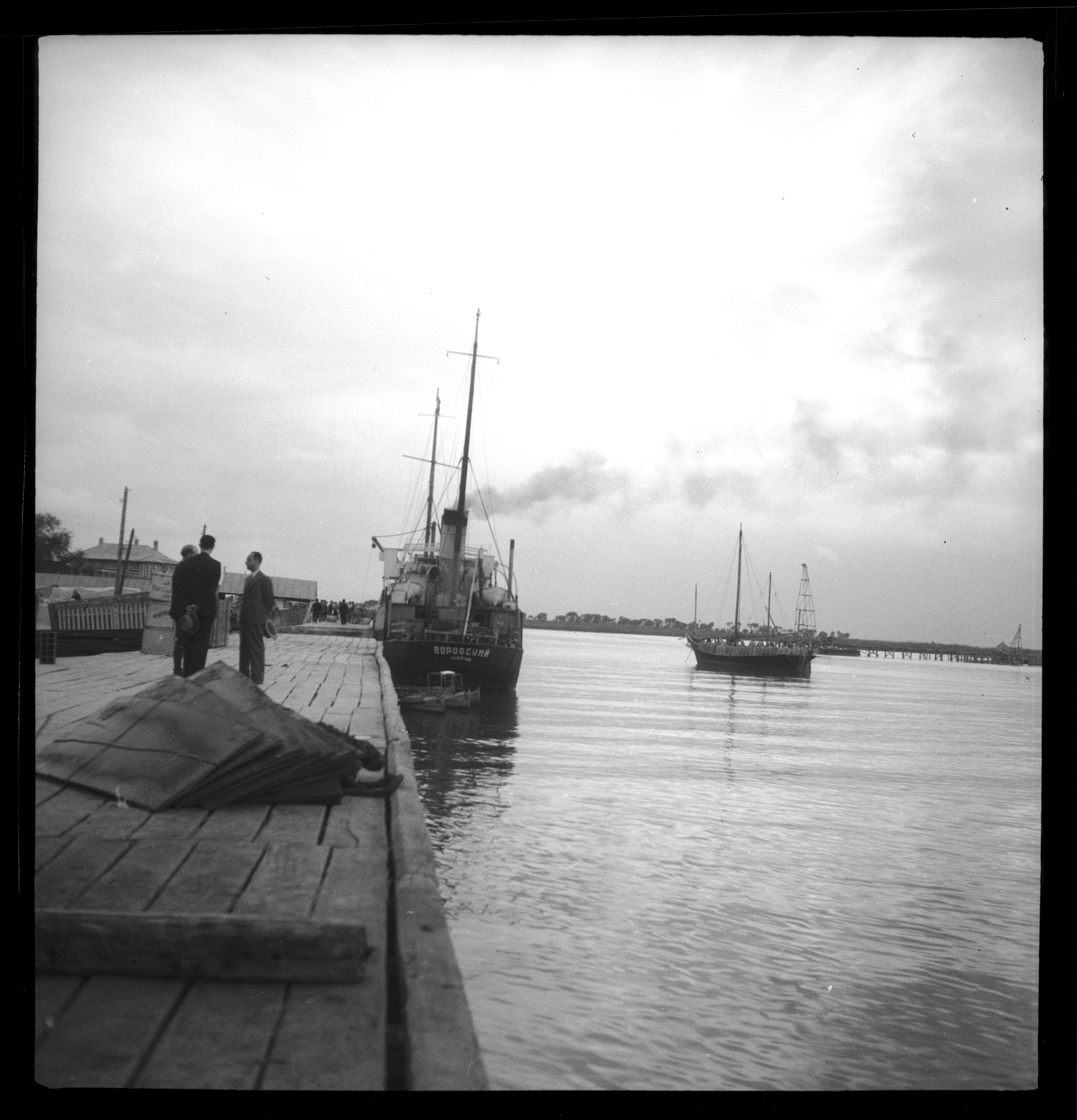
۱۳۱۴
میدان پهلوی ۱۳۲۳
بندر انزلی ۱۲۵۲ هجری شمسی
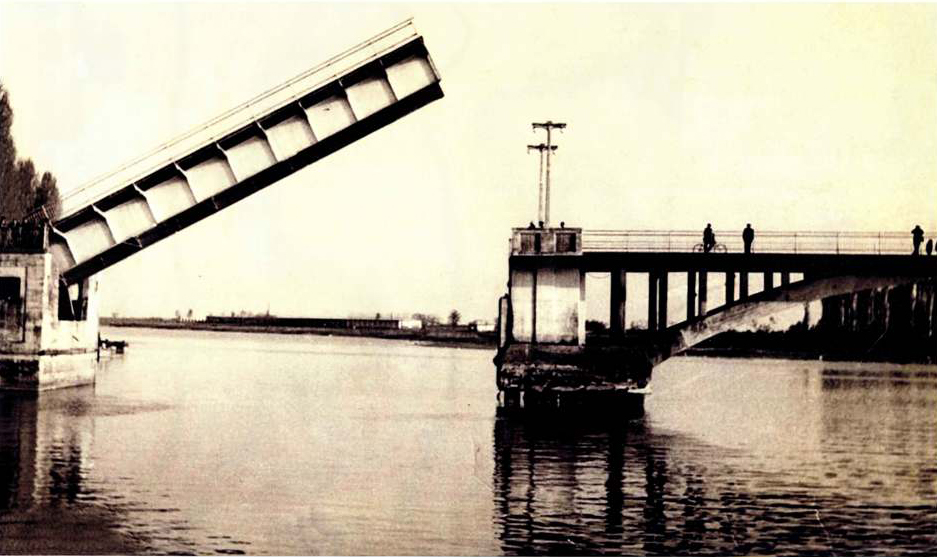
پل متحرک بندر
گمرک انزلی و پل غازیان
خیابان شاپور غازیان (طالقانی فعلی)
مسیر انزلی به طهران در عهد قاجار
گمرک بندر انزلی
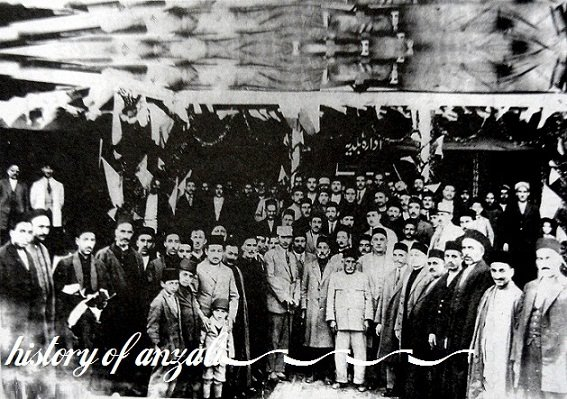
اهالی انزلی در جشن تأسیس بلدیه
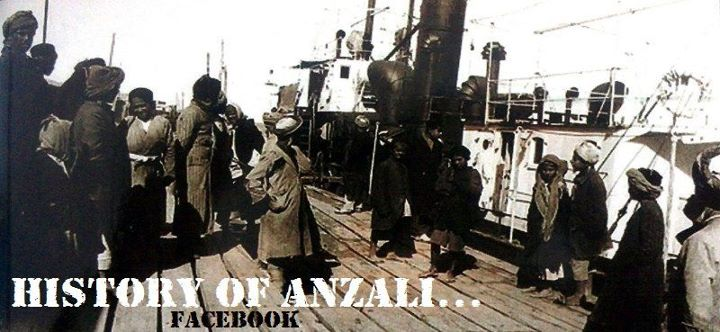
گمرک انزلی عهد قاجار
بازدید رئیس اداره معارف انزلی مدرسه فردوسی
میدان انزلی
اداره بندر با بیش از ۲۰۰ سال قدمت
پاسبانان نظمیه، رئیس بلدیه انزلی و برخی از اهالی در مسجد قائمیه

## جغرافیا

### وضعیت طبیعی

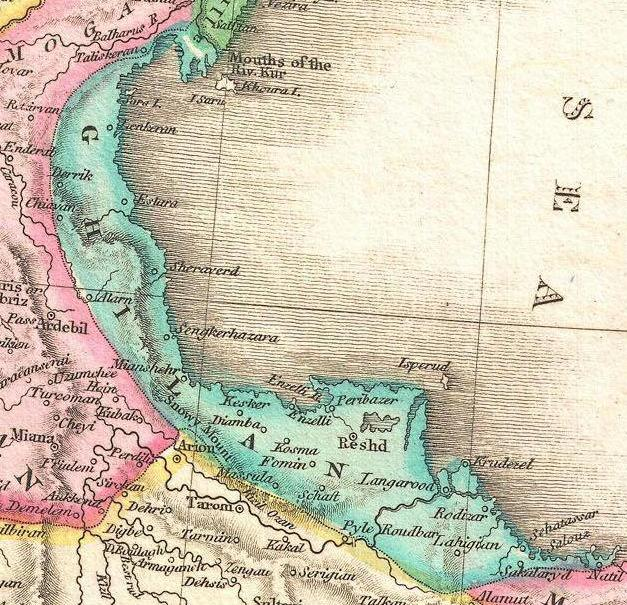
انزلی در نقشه گیلان در سال ۱۸۰۸، از اطلس نوی جان پینکرتن

بندر انزلی، در طول جغرافیایی ۴۹ درجه و ۲۸ دقیقه و عرض جغرافیایی ۳۷ درجه و ۲۸ دقیقه واقع شده است و ارتفاع آن از سطح دریا منهای ۲۶ متر است.
بندرانزلی از شمال با دریای خزر از جنوب با شهرستان صومعه‌سرا و شهرستان رشت، از شرق با شهرستان خمام و از غرب با شهرستان رضوانشهر همسایه است. شهرستان بندرانزلی در ناحیه‌ای یک‌سره جلگه‌ای به صورت طولی و در کرانه دریای خزر واقع شده است و آب‌وهوایی مرطوب دارد. بخشی از محیط زیست طبیعی این شهرستان را دریا(۴۴ کیلومتر نوار ساحلی) و بخش مهم دیگر را اکوسیستم ارزشمند تالاب انزلی تشکیل می‌دهد. نام انزلی به پیشینه تاریخی‌اش در بیش‌تر شهرهای اروپایی شناخته شده است. فاصله مرکز شهر بندر انزلی تا تهران ۳۸۰ کیلومتر، تا مرکز استان ۴۰ کیلومتر و تا نزدیک‌ترین فرودگاه ۳۵ کیلومتر است.
میزان بارش شهرستان بسیار بالا بوده چندان که سالانه میانگین ۱۸۹۲ میلی‌متر بارندگی دارد بیش‌ترین بارش در ماه‌های شهریور و مهر با ۴۴۰/۹ میلی‌متر گزارش گردیده است. میزان رطوبت نسبی سالانه به‌طور میانگین حدود ۷۱ تا ۹۷ درصد و درجه حرارت محیط زیست میان ۳/۵ تا ۲۸ درجه سانتی‌گراد در نوسان بوده است.

### اقلیم
انزلی در کل تابستان‌هایی گرم و مرطوب و زمستان‌هایی ملایم و گاه سرد دارد. انزلی از این رو که پرباران‌ترین شهر ایران است از دیرباز «شهر باران» نامیده شده است و مردم ایران از انزلی به عنوان شهر باران یاد می‌کنند.
میانگین دما
میانگین سالانه دمای هوا در بندر انزلی ۲/۱۶ درجه سانتی‌گراد است.
میانگین بیشینه سالانه دمای هوا ۱۹/۲ و میانگین کمینه سالانه آن ۱۳/۲ درجه است. اختلاف حداکثر و حداقل دمای سالانه ۵/۱ درجه است. میانگین دما در سردترین ماه یعنی فوریه ۷ درجه و در گرم‌ترین ماه یعنی ژوئیه ۲۶ درجه سانتی‌گراد است. میانگین دمای فصلی در بهار ۱۸/۵ درجه، در تابستان ۲۴/۷، در پاییز ۱۳/۸ و در زمستان ۷/۷ درجه است. کمینه دمای گزارش شده ۱۱- درجه در ۱۱ فوریه ۱۹۷۲ و بیشینه دمای گزارش شده ۳۷ درجه در ۲۶ ژوئیه ۱۹۷۱ و ۲ اکتبر ۱۹۸۹ است.
رطوبت نسبی هوا
میانگین سالانه رطوبت نسبی هوا در بندر انزلی ۸۴ درصد است. میانگین رطوبت نسبی در زمستان ۸۶/۷ درصد، در بهار ۸۲/۷، در تابستان ۸۰ و در پاییز ۸۶/۷ درصد است. مرطوب‌ترین ماه در بندرانزلی ماه مارس با ۸۸ درصد و خشک‌ترین ماه آن ژوئیه با ۷۶ درصد رطوبت نسبی است، با اختلاف رطوبت ۱۲ درصد.
ابرناکی
در انزلی از ۳۶۵ روز سال به‌طور میانگین ۱۶۲ روز تمام ابری، ۹۹ روز نیمه‌ابری و ۱۰۴ روز صاف است. ابرناکی در انزلی در ماه‌های سرد سال مانند اسفند بیش‌ترین و در ماه‌های خرداد و تیر کم‌ترین مقدار را دارا است.
پرباران‌ترین شهر ایران
انزلی از گذشته عنوان پرباران‌ترین شهر ایران را داشته و از دیرباز بعنوان شهر باران در بین ایرانیان معروف است. به گفته رئیس اداره هواشناسی انزلی در سال ۱۳۸۹: میانگین بارش ۵۰ ساله انزلی ۱۸۵۰ میلی‌متر بوده است و در سال‌های(۱۳۷۶، ۱۳۷۹، ۱۳۸۳ و ۱۳۸۵) حتی بارش‌های بالای دو هزار میلی‌متر را نیز تجربه کرده است. میانگین سالانه بارندگی در انزلی ۱۸۵۳/۵ میلی‌متر است. کم‌باران‌ترین سال طی ۵۰ سال اخیر در انزلی سال ۱۹۷۱ با ۱۱۵۶/۲ میلی‌متر و پرباران‌ترین سال طی این مدت سال ۱۹۵۷ با ۳۰۲۰/۲ میلی‌متر بارندگی است. میانگین بارندگی فصلی این شهر در فصل بهار ۱۶۰/۹، در تابستان ۴۳۴/۳، در پاییز ۸۵۲/۶ و در زمستان ۴۰۵/۷ میلی‌متر است؛ لذا فصل پاییز پرباران‌ترین و فصل بهار کم باران‌ترین فصول این شهر را تشکیل می‌دهند. پرباران‌ترین ماه در انزلی اکتبر با میانگین ماهانه ۳۳۲ میلی‌متر و کم‌باران‌ترین ماه آن ژوئیه با ۴۶/۲ میلی‌متر بارش است. شمار روزهای بارش در انزلی ۱۴۸ روز است. ماه مارس با میانگین ۱۵/۵ روز بارندگی بیش‌ترین شمار روز و ماه ژوئیه با میانگین ۶ روز بارندگی کمترین شمار روزهای بارانی را طی سال دارد. بیشینه بارندگی در ۲۴ ساعت در انزلی به میزان ۳۵۳ میلی‌متر در تاریخ ۱۷ سپتامبر ۱۹۶۲ ثبت شده است.
تعداد روزهای یخبندان
در بندر انزلی به سبب تأثیرپذیری مستقیم از دریای خزر، شمار روزهای یخبندان در سال به مراتب کم‌تر از رشت است. شمار روزهای یخبندان این شهر به‌طور میانگین ۷ روز در سال است که در چهار ماه ژانویه، فوریه، مارس و دسامبر اتفاق می‌افتد و بیش‌ترین روزهای یخبندان آن در ماه‌های فوریه (۳ روز) و سپس ژانویه رخ می‌دهد.
فشار هوا
میانگین فشار هوای QFE ایستگاه انزلی ۱۰۱۹/۳ هکتوپاسکال است. این مقدار از کم‌ترین فشار که حدود ۱۰۱۲ هکتوپاسکال در ماه ژوئیه و بیشترین آن که حدود ۱۰۲۴ هکتوپاسکال در ماه دسامبر متغیر است. حداقل فشار QFE ثبت شده طی دوره آماری مورد مطالعه ۹۹۴/۸ هکتوپاسکال در ۲۹ ژوئن ۱۹۹۵ و حداکثر آن ۱۰۴۹/۲ هکتوپاسکال در ۱۶ مارس ۱۹۹۰ است.
سمت و سرعت باد
میانگین سرعت باد سالانه در بندر انزلی ۳/۹ گره یا ۲/۲ متر بر ثانیه است. کم‌ترین سرعت باد حدود ۳/۴ گره یا ۱/۹ متر بر ثانیه در آوریل و ۳/۵ گره در ژوئیه و بیش‌ترین آن حدود ۴/۳ گره یا ۲/۴ متر بر ثانیه در ژانویه و نوامبر است. تندترین باد ثبت شده طی دوره آماری ۵۸ گره یا ۳۲/۲ متر بر ثانیه در ۳۰ اکتبر ۱۹۵۲ از جهت شمالی (۳۶۰ درجه) بوده است.
جهت باد غالب انزلی در ماه‌های اردی‌بهشت، خرداد، تیر و مرداد ۴۵ درجه (شمال شرقی)، در ماه‌های اسفند، فروردین، شهریور و مهر ۳۶۰ درجه (شمالی) و در ماه‌های آبان، دی و بهمن ۳۱۵ درجه (شمال غربی) و در آذر ۲۷۰ درجه (غربی) است.
عناصر دریایی اندازه‌گرفته شده در ایستگاه ساحلی بندر انزلی
ایستگاه هواشناسی بندر انزلی علاوه بر عناصر جوی، وظیفه اندازه‌گیری برخی عناصر دریایی چون دما، شوری، PH، ارتفاع و پریود موج را رأس ساعات ۰۶ UTC و ۱۲ بر عهده دارد. این اندازه‌گیری‌ها از ابتدای سال ۱۳۸۴ به‌طور منظم و مرتب انجام پذیرفت و سری داده‌های عناصر فوق به‌طور روزانه در بایگانی مرکز هواشناسی دریایی بندر انزلی موجود است. بیشینه دمای آب اندازه‌گیری شده در ساعت ۰۶ فروردین ۸۴ تا پایان آبان ۸۶، ۳۱ درجه در تاریخ ۱۹ مردادماه ۸۵ بوده و کمینه دمای آب در این مدت، ۳٫۶ درجه در تاریخ ۹ دی ماه ۸۵ است.
میانگین شوری آب در انزلی حدود ۱۱ است. میزان شوری در فوریه به حداقل می‌رسد و در حدود ۹/۸ می‌شود. این میزان در ماه ژوئن به حداکثر خود یعنی حدود ۱۲/۴ خواهد رسید.
کمترین شوری ماهانه مشاهده شده طی سه سال اندازه‌گیری، ۹/۰۲ در سپتامبر ۸۶ و بیشترین شوری مربوط به ژوئیه ۸۴ و به مقدار ۱۵٫۶ است. میانگین پی‌اچ آب در انزلی حدود ۸٫۳ است. میزان پی‌اچ در ژانویه به حداقل می‌رسد و در حدود ۸٫۱۶ می‌شود. این میزان در ماه ژوئن به بیشینه ش یعنی حدود ۸٫۴۵ خواهد رسید.
کم‌ترین پی‌اچ ماهانه مشاهده شده طی سه سال اندازه‌گیری، ۷٫۸ در نوامبر ۸۶ و بیش‌ترین آن مربوط به سپتامبر ۸۴ و به مقدار ۸٫۵۷ است. بیش‌ترین ارتفاع موج ثبت شده از طریق اشل ارتفاع سنج ایستگاه هواشناسی انزلی ۲۰۰ سانتی‌متراست.

### محلات
- میان پشته
- کولیور
- نویر
- کوی واحدی
- آخر خط
- پیله علی باغ
- کوی بابک
- کار آموزی
- خیابان آذربایجان
- بشمن
- ناجی
- باغ زمانی
- ایستگاه تیمور
- آخرخط
- جهانگانی
- چراغ برق
- شایلو
- قلم گوده
- سی متری
- رمضانی
- جزیره طالقانی
- ناصر خسرو
- پاسداران
- سوسر
- شالیور
- خیابان آذربایجان
- سید آسیه
- کرد محله
- پمپ باد
- زرافشان
- نامجو
- نخستین
- سامانسر
- نخستین
- خیابان تهران
- کوی واحدی
- مترو پل
- بایندر
- اطبا

و…

### شهرک‌های ویلایی
- شهرک دهکده ساحلی بندر انزلی
- شهرک گل‌ها انزلی (شهرک شهید اسحاقی)
- شهرک ساحل قو
- شهرک خزرویلا

### روستاها
- فهرست روستاهای بخش مرکزی شهرستان انزلی به مرکزیت شهر بندرانزلی:[۴۴][۴۵][۴۶]

| ردیف | نام محله        | نام بخش | نام دهستان      | جمعیت    | فاصله تا انزلی |
| ---- | --------------- | ------- | --------------- | -------- | -------------- |
| ۱    | آبکنار          | مرکزی   | چهارفریضه       | ۲۹۹۴ نفر | ۳۸ کیلومتر     |
| ۲    | اشپلا           | مرکزی   | چهارفریضه       | ۲۰۰ نفر  | ۳۴ کیلومتر     |
| ۳    | اشترکان         | مرکزی   | چهارفریضه       | ۵۶ نفر   | ۲۷ کیلومتر     |
| ۴    | بشمن            | مرکزی   | چهارفریضه       | ۱۴۰۵ نفر | ۴ کیلومتر      |
| ۵    | تربه بر         | مرکزی   | چهارفریضه       | ۳۲۹ نفر  | ۳۷ کیلومتر     |
| ۶    | تربه گوده       | مرکزی   | لیجارکی حسن رود | ۲۹۹ نفر  | ۴ کیلومتر      |
| ۷    | جفرود پایین     | مرکزی   | لیجارکی حسن رود | ۷۶۰ نفر  | ۱۷ کیلومتر     |
| ۸    | چای بیجار       | مرکزی   | چهارفریضه       | ۸۶ نفر   | ۲۴ کیلومتر     |
| ۹    | حسن‌رود          | مرکزی   | لیجارکی حسن رود | ۱۲۶۶ نفر | ۱۱ کیلومتر     |
| ۱۰   | خُمِیران          | مرکزی   | چهارفریضه       | ۴۰۵ نفر  | ۳۲ کیلومتر     |
| ۱۱   | رودپشت          | مرکزی   | چهارفریضه       | ۳۹۶ نفر  | ۲۴ کیلومتر     |
| ۱۲   | سنگاچین         | مرکزی   | چهارفریضه       | ۲۴۲۱ نفر | ۱۵ کیلومتر     |
| ۱۳   | سیاوزان         | مرکزی   | چهارفریضه       | ۲۱۰ نفر  | ۲۳ کیلومتر     |
| ۱۴   | سیاه خاله سر    | مرکزی   | چهارفریضه       | ۵۰۸ نفر  | ۲۶ کیلومتر     |
| ۱۵   | شانگهای پرده    | مرکزی   | لیجارکی حسن رود | ۲۳۰ نفر  | ۵ کیلومتر      |
| ۱۶   | شیله سر         | مرکزی   | چهارفریضه       | ۳۵۴ نفر  | ۲۵ کیلومتر     |
| ۱۷   | طالب‌آباد        | مرکزی   | لیجارکی حسن رود | ۲۰۲۵ نفر | ۶ کیلومتر      |
| ۱۸   | علی‌آباد کپورچال | مرکزی   | چهارفریضه       | ۸۹۶ نفر  | ۱۹ کیلومتر     |
| ۱۹   | کپورچال         | مرکزی   | چهارفریضه       | ۱۸۴۸ نفر | ۲۰ کیلومتر     |
| ۲۰   | کچلک            | مرکزی   | چهارفریضه       | ۵۲۶ نفر  | ۲۲ کیلومتر     |
| ۲۱   | کرکان           | مرکزی   | چهارفریضه       | ۵۶۰ نفر  | ۲۷ کیلومتر     |
| ۲۲   | کوچک محله       | مرکزی   | چهارفریضه       | ۳۶۲ نفر  | ۱۷ کیلومتر     |
| ۲۳   | گلشن            | مرکزی   | لیجارکی حسن رود | ۸۳۸ نفر  | ۱۵ کیلومتر     |
| ۲۴   | گلوگاه          | مرکزی   | چهارفریضه       | نفر      | ۱۲ کیلومتر     |
| ۲۵   | لیجارکی حسن‌رود  | مرکزی   | لیجارکی حسن رود | ۳۲۱۰ نفر | ۱۰ کیلومتر     |
| ۲۶   | ماهروزه         | مرکزی   | چهارفریضه       | ۲۵ نفر   | ۴۲ کیلومتر     |
| ۲۷   | معاف            | مرکزی   | چهارفریضه       | ۲۱۹ نفر  | ۳۳ کیلومتر     |

### زمین‌لرزه

مقایسهٔ نسبی میزان خطر زمین‌لرزه در نقاط مختلف ایران؛ نقاط قرمزتر از خطر بیشتری برخوردار هستند

- طبق مطالعات اخیر (۱۳۹۱ ه‍.ق) انجام گرفته توسط شورای راهبردی مخاطرات زمین‌شناختی کشور، نشانگر حرکت شاخه‌های جوانی از گسل خزر به سمت شمال و فعالیت خیلی جوان گسل خزر است. با توجه به تراکم جمعیت استان‌های ساحلی خزر (گیلان، مازندران، گلستان) و احتمال رخداد زمین‌لرزه بزرگ چه در بخش خشکی و چه در بخش آبی، فاجعه بار خواهد بود. گسل البرز جداکننده محدوده گرگان – رشت از بقیه البرز است.[۴۷] با فعالیت این گسل انزلی همواره تحت تأثیر قرار گرفته است و تاکنون شاهد زلزله‌هایی با قدرت ۳٫۳ ریشتر نیز بوده است.[۴۸]

## مردم

### زبان
مردم انزلی عمدتاً از گیلک هستند. زبان شهر بندرانزلی فارسی و گیلکی است.
مردم بومی شهر بندرانزلی گیلک هستند و به زبان گیلکی با گویش بیه‌پس و لهجه مخصوص به انزلی و همچنین زبان فارسی معیار صحبت می‌کنند. به مردمان اهل انزلی، انزلی‌چی می‌گویند. ترک‌های انزلی اکثراً از مهاجرانی بودند که در زمان حکومت اتحاد جماهیر شوروی از جمهوری آذربایجان به انزلی مهاجرت نمودند و در امور شیلات و بندر فعالیت داشتند.  
در برخی دوره‌ها گروه‌های مختلفی از مهاجرین هم وارد این شهر شدند؛ مانند مردم ارمنی، لهستانی مهاجرت نمودند.

### طوایف پنج‌گانه انزلی
مورخین عصر قاجار مردم و طوایف و مذهب مردم انزلی چنین وصف نموده‌اند:
مردم انزلی را کسانی تشکیل می‌دهند که از نواحی دیگر ایران به این ناحیه آمدند. زبان مردم انزلی گیلکی، فارسی و ترکی است و مذهب آنان شیعه است.
طوایف قدیمی انزلی پنج طایفه هستند که دو طایفه سرخی و استاد محمدرضی از بقیه قدیمی ترند.
طوایف پنج‌گانه انزلی به شرح زیر است:
1. طایفه سرخی نعمتی بودند و اصل آنها از سرخه استان سمنان است.
2. طایفه استاد محمدرضی حیدری بودند و اصل آنها از چومثقال صومعه سرا است.
3. طایفه دریا بیگی از بجنورد خراسان هستند.
4. طایفه مهاجر در جنگ ایران و روس به انزلی مهاجرت کردند.
5. طایفه انزانی که از انزان استرآباد منطقه بندرگز کنونی به انزلی مهاجرت کردند.

### اشتغال
در گذشته شغل بیش‌تر مردم انزلی صیادی (ماهی‌گیری) بوده است. برنج‌کاری و کشاورزی نیز از دیگر پیشه‌های سنتی بندر انزلی به‌شمار می‌رود که همچنان در روستاهای شهرستان انزلی مرسوم است. امروز مردم این شهر بیش‌تر به مشاغل اداری، دولتی و آزاد اشتغال دارند.

### سوغات
انواع ماهیان خزری عمده‌ترین سوغات خوراکی این شهرستان است ولی انواع سبزیجات محلی، سیر و ترشیجات محلی نیز برای عرضه به مسافران وجود دارد. انزلی مرکز تولید بسیاری از صنایع دستی چوبین و همچنین صنایع مروار بافی است. بازار ماهی و بازار محلی شنبه بازار فرصتی برای خرید سوغات یا تهیه خوراکی‌های محلی برای ایام اقامت در این شهر ساحلی است. از شیرینی‌ها می‌توان به حلوا عسلی، نباتی و… اشاره کرد.

### مذهب
امروزه اکثریت اهالی انزلی را مسلمانان شیعه تشکیل می‌دهند و با توجه به آن که بخشی از اهالی انزلی را ارمنیان تشکیل می‌دهند، مسیحیت نیز بخشی از جامعهٔ دینی این شهر را به خود اختصاص داده است. ارمنی‌ها و مسلمانان از دیرباز در این شهر ساحلی زندگی مسالمت‌آمیزی بر مبنای همکاری، همیاری و احترام متقابل داشته‌اند. این نزدیکی تا جایی بود که احمد نوری‌زاده دفتردار کلیسای مریم مقدس انزلی، تنها شاعر غیرارمنی جهان است، که اشعار ارمنی‌اش در کتاب‌های کشور ارمنستان تدریس می‌شود.
پس از واقعه کشتار ارامنه باکو در سپتامبر ۱۹۱۸تعداد زیادی از ارامنه باکو و شماخی و شهرهای دیگر آذربایجان شوروی مجبور به ترک آنجا شدند و با کشتی به انزلی، کرگانرود و حسن کیاده رسیدند. کسانی که در انزلی اقامت گزیدند مجبور شدند برای ساماندهی به آوارگی خود با کمک ارامنه بومی کمیته آوارگان را تشکیل دهند. شرح این وقایع در کتاب «پناهندگی ارامنه باکو به گیلان» نوشته م. درساهاکیان و با ترجمه و پژوهش روبرت واهانیان و مسعود حقانی آمده است.
همچنین در انزلی کلیسای ارتدوکس روسی در محله کرد محله غازیان وجود دارد.
- قدمت مساجد:

هرچند از تاریخ دقیق احداث نخستین مسجد انزلی اطلاعاتی موثقی در دست نیست اما رابینو در سال ۱۹۱۱ میلادی مصادف با ۱۲۹۰ شمسی چنین می‌نویسد:
چهار مسجد بنام مسجد خان که هاشم خان انزلی با یک تکیه در اواخ دوره پادشاهی محمدشاه ساخته است و به آن مسجد جامع هم می‌گویند، مسجد سرخی که به دست طایفه سرخی ساخته شد، مسجد استاد محمد رضی، که به نام «آخر مسجد» نیز آوازه دارد، به وسیلهٔ استاد محمد رضی بنا شده است و به تازگی به وسیلهٔ عمید همایون مرمت شد و مسجد تازه که به وسیلهٔ حاج شفیع آقا مجتهد بنا گردید.
- قدمت کلیسا:

ارمنی‌ها در انزلی کلیسا و گورستان دارند که اکنون از بناهای تاریخی انزلی به‌شمار می‌روند. در گذشته جمعیت ارمنی‌های انزلی به ۴ هزار خانوار می‌رسید، اما امروزه شمار ارمنیان انزلی حدود ۲۳ خانوار و کم‌تر از ۵۰ نفر می‌رسد.

### فرهنگ
داشتن نرخ بالای تحصیلات و ارتباط و تعامل بسیار با گردشگران داخلی و خارجی باعث رشد فرهنگی شهروندان شده است.
- کتابخانه عمومی:

انزلی پنج کتابخانه دارد:
- امام جعفر صادق بندر انزلی به آدرس: خیابان مفتح شمالی، خیابان فروردین
- هشتم شهریور غازیان به آدرس: خیابان طالقانی، خیابان آذربایجان
- کتابخانه ولیعصر در کهنه بازار شنبه بازار
- لیجارکی حسن رود به آدرس: جاده انزلی به رشت، داخل بازارچه
- شهید نامجو آبکنار به آدرس: خیابان پاسداران، مسجد محله
- کتابخانه عمومی آیت‌الله طالقانی[۶۶]

### جمعیت شهری
جمعیت شهرستان انزلی در سال ۱۳۷۰، برابر با: ۱۲۲٬۰۶۸ نفر بوده که بر اساس آمار سال ۸۵ جمعیت این شهرستان ۱۳۳٬۱۳۴ تن بوده است، که جمعیت شهر انزلی در سال ۱۳۷۵ ش برابر با: ۹۸٬۵۴۴ و در سرشماری سال ۱۳۸۵ برابر با: ۱۱۰٬۶۴۳ نفرو بر اساس سرشماری سال ۹۵ حدود۱۱۸٬۵۶۴نفر بوده.
مساحت شهرستان انزلی بالغ بر ۳۱۵ کیلومتر مربع است که سهم مساحت شهری آن حدود ۶۰ کیلومتر مربع بوده و با توجه به تمرکز جمعیت، شهر انزلی یکی از متراکم‌ترین شهرهای ایران است.

### گورستان‌ها
- آرامستان انزلی (اصلی):

در سال ۱۳۰۴ شمسی زمینی که متعلق به چند نفر از اشخاص معروف شهرستان انزلی بود، به همت یوسف زمانی، یکی از بازرگانان شهر، خریده و وقف مردم شد و تا امروز نیز گورستان اصلی انزلی است.
- قبرستان کلویر:

دروازه بزرگ جنوبی گورستان بندرانزلی سال شروع ساخت: ۱۳۰۴، سال اتمام ساخت: ۱۳۰۷ شمسی، طراح: اسدالله بیک اهل لنکران، اجرا: استاد حسن تهرانی. در سال ۱۳۶۶ زمان شهردار جوان باقر خوانساری این بنای ارزشمند به دلایل نه چندان قابل توجیه تخریب شد.

این قبرستان در محله کلویر بندر انزلی است و مقبره سیروس قایقران اسطوره ایرانی فوتبال در آنجاست.

## اقتصاد
با توجه به وجود اداراتی نظیر:
- اداره کل شیلات استان گیلان
- اداره کل گمرکات استان گیلان
- اداره کل بنادر و دریانوردی استان گیلان
- سازمان منطقه آزاد انزلی

و با توجه به اقلیم و موقعیت جغرافیایی بندر انزلی قطب اقتصادی و صنعت گردشگری استان گیلان و شمال کشور به‌شمار می‌رود.

### ویژگی‌های بندر
بندر انزلی یکی از بزرگ‌ترین بندر شمال ایران و از فعال‌ترین بندرهای کرانه دریای خزر است. مرز انزلی پنجمین مرز فعال ایران است و ۷/۳ درصد از ترانزیت ورودی به ایران از طریق این مرز انجام می‌شود. بیش از ۵۰ درصد حمل و نقل کالای گیلان از طریق این مرز انجام می‌شود. از مرز دریایی انزلی سالانه بیش از ۴ میلیون تن کالا وارد و بیش از ۲۸۸ هزار تن سوخت و ۵۵ هزار تن کالای غیرنفتی به‌طور حمل و نقل ترکیبی از طریق این بندر به داخل یا خارج کشور ترانزیت می‌شود. با طرح شیوه‌های جدید ترانزیت چون کریدور شمال- جنوب، وجود منطقه آزاد تجاری-صنعتی انزلی اهمیت بیشتری یافته است. این بندر کشتی رورو (Roll-on/roll-off) هم دارد که ترانزیت جاده‌ای را تسهیل می‌کند. این بندر مهم‌ترین بندر سواحل جنوبی دریای مازندران و ایران معروف است.
از ویژگی‌های تأسیسات بندر انزلی می‌توان به:
- بزرگ‌ترین بندر کرانه دریای خزر و مجهز به امکانات مدرن تخلیه و بارگیری
- دارای رتبه سوم میان بندرهای کشور پس از بندر امام خمینی و بندر شهید رجایی
- نزدیکی با بندر آستراخان و لاگان در روسیه، کراسنودسک در ترکمنستان، اکتائو در قزاقستان و باکو در آذربایجان
- ارتباط با بازارهای منطقه‌ای و دسترسی به بازار مصرف بالای ۳۰۰ میلیونی کشورهای تازه استقلال یافته شوروی سابق
- قرار گرفتن در مسیر کریدور بین‌المللی شمال - جنوب که این مسیر سه برابر از مسیر فعلی کوتاه و ارزانتر است.
- واقع شدن بندر در محدوده منطقه آزاد، و فراهم نمودن تسهیلات و امکانات ویژه برای صاحبان کالا، تجار و سرمایه‌گذاران
- نزدیکی به بزرگ‌ترین ذخایر نفت و گاز دریای خزر
- نزدیکی به فرودگاه بین‌المللی (۳۵) کیلومتر
- برخورداری از معافیت مالیاتی
- یکی از هفت منطقه آزاد کشور
- دسترسی به معادن سرب، روی و آهن و مراکز صنعتی
- برخورداری از شرایط آب و هوایی استان گیلان
- نزدیکی به‌استان‌های صنعتی همجوار

#### چشم‌انداز بندر در یک نگاه
| ردیف | موضوع                  | شرح موضوع          |
| ---- | ---------------------- | ------------------ |
| ۱    | مساحت                  | ۶۸٫۵ هکتار         |
| ۲    | موقعیت                 | جنوب دریای خزر     |
| ۳    | ظرفیت پذیرش کالا       | ۱۱ میلیون تن       |
| ۴    | مساحت انبارهای مسقف    | ۲۱۴۶۵ متر مربع     |
| ۵    | مساحت باراندازها       | ۵۰۰۰۰۰ متر ۰مربع   |
| ۶    | ظرفیت ترمینال کانتینری | ۱۰۰۰۰ TEU          |
| ۷    | عمق اسکله‌ها            | ۳٫۸ & ۴٫۴ متر فصلی |
| ۸    | تعداد اسکله            | ۱۰ پست             |
| ۹    | فاصله تا مرکز شهر      | ۳ کیلومتر          |
| ۱۰   | فاصله تا رشت           | ۴۰ کیلومتر         |
| ۱۱   | فاصله تا تهران         | ۳۶۵ کیلومتر        |
| ۱۱   | فاصله تا فرودگاه       | ۳۵ کیلومتر         |

### منطقه آزاد انزلی
منطقه آزاد تجاری-صنعتی انزلی یکی از «مناطق آزاد هفت‌گانه ایران»، در استان گیلان است که در راستای اهداف اقتصادی این کشور، در سال ۱۳۸۴ شمسی به مرکزیت شهرستان انزلی با قرارگیری مجتمع بندری انزلی، مجتمع بندری کاسپین، فاز تجارت و گردشگری و سه شهرک صنعتی در شهرستان انزلی تاسیس شد . از سال ۱۳۹۲ با افزایش محدوده این منطقه در پهنه آبی، خاکی و ساحلی سه شهرستان رشت، انزلی و آستانه اشرفیه در شمال ایران، منطقه جنوب دریای خزر و در مسیر کریدور شمال–جنوب واقع گردیده است اما در سال ۱۳۹۸ با رای دیوان عدالت اداری محدوده های اضافه شده غیر قانونی تشخیص داده شد و ضمن ابطال مصوبه افزایش محدوده منطقه ازاد انزلی، این منطقه همانند قبل فقط در شهرستان بندرانزلی تدقین شد.

#### کریدور شمال به جنوب
تکمیل طرح راه‌اندازی راه‌آهن قزوین، رشت و بندر انزلی می‌تواند کمک شایانی در رشد اقتصادی ایران و به طبع استان گیلان و بندر انزلی باشد. تکمیل این طرح می‌تواند تأثیر به سزایی در رشد صنعت حمل و نقل در ایران داشته باشد. موقعیت راه‌بردی بندر انزلی در در دریای خزر و هزینه کمتر حمل و نقل بار از طریق راه‌آهن و کشتی موجب افزایش اهمیت اتمام هر چه سریعتر این طرح می‌گردد.
خط آهن قزوین - رشت - انزلی - آستارا به عنوان یکی از قطعات کریدور شمال به جنوب برای منطقه اهمیت دارد. در صورت تکمیل این کریدور بسیاری از کشورها ترجیح می‌دهند به دلیل کوتاه بودن طول مسیر و ارزان شدن هزینه‌های حمل و نقل، جابه‌جایی کالای ترانزیتی خود را از طریق این کریدور و کشور ایران انجام دهند که این امر موجب افزایش درآمد کشور از محل ترانزیت خواهد شد.

### صنعت گردشگری
دریای خزر، سواحل ماسه‌ای، تالاب بین‌المللی انزلی، پل‌های تاریخی انزلی و غازیان، پارک ساحلی (بلوار)، کاخ موزه نیروی دریایی، موج شکن، مناره یا برج ساعت، عمارت قدیمی دادگستری برخی از دیدنی‌های شهر انزلی به‌شمار می‌روند که منطقه آزاد تجاری، اقتصادی و موقعیت استراتژیک شهر انزلی از لحاظ جاده‌ای سالانه موجب جذب تعداد زیادی توریست و گردشگر داخلی و خارجی است.

### بازارها
- بازار کاسپین:

بازار کاسپین یکی از بزرگ‌ترین بازارها در انزلی است. این بازار از لحاظ موقعیت در یکی از بهترین مکان‌های شهر بنا شده است. نزدیکی این بازار به شهر و همچنین خیابان پاسداران این بازار را به یکی از هدف‌های مسافران در روزهای تعطیل تبدیل نموده است. این بازار دارای پارکینگ اختصاصی نیز است.
- مجتمع انزل مال

این مجتمع زیبا از جمله مدرن‌ترین مراکز تجاری و تفریحی استان گیلان می‌باشد.
این مجموعه در بخش غربی شهر انزلی واقع شده است.
انزل مال دارای ۱۶۲ واحد تجاری‌ست.
این مرکز خرید علاوه بر واحدهای تجاری در متراژهای متنوع، از سالن همایشات، باشگاه ورزشی، فود کورت، شهربازی و هایپرمارکت بزرگی در متراژ ۱۵۰۰ متر برخوردارست.
محوطه سازی بی نظیر و پارکینگی با ظرفیت۵۰۰ دستگاه اتومبیل ازجمله مزایای این مجتمع تجاری تفریحی‌ست.
انزل مالی یکی از چهار مرکز تجاری یا بازار بزرگ بندر انزلی است.
به‌طور دقیق‌تر این مرکز تجاری تفریحی در محدوده بازار پردیس و نزدیک به ایستگاه هشتپر قدیم واقع گردیده است.
- بازار پردیس:

این بازار محل فروش صنایع دستی – پوشاک و … است. اکثر اجناس موجود در این بازار اجناس روسی است. این بازار یکی از بازارهای شلوغ انزلی است. فروش اجناس به روز با قیمت مناسب از دلایل شلوغی این بازار است. این بازار واقع در خیابان مطهری ابتدای خیابان ورزش است.
- بازار ساحلی (آسیای میانه):

یکی از زیباترین جاذبه‌های گردشگری و توریستی شهر انزلی است. این بازار در کنار ساحل زیبای بندر انزلی ساخته شده و یکی از پررفت‌وآمدترین بازارهای شهرستان انزلی است. تنوع در قرفه‌های این بازار دست شما را برای خرید بازمی‌گذارد. یکی از مزیت‌های این بازار وجود پارکینگ اختصاصی به طول ۲ کیلومتر است.
- شنبه بازار:

قدمت این بازار به بیش از ۷۰ سال پیش بازمی‌گردد. این بازار که در مرکز شهر انزلی قرار دارد و از گذشته‌های دور از روستاهای اطراف انزلی و سایر شهرهای از شهرهای دور و نزدیک گیلان، تولیدات خود را اعم از میوه و سبزی و صیفی تا حصیر و زنبیل و رب انار و زیتون و مرغ و خروس و دست بافته‌های زیبای پشمین را به این بازار می‌آوردند. این بازار در مرکز شهر انزلی در خیابان میرزا کوچک خان برپا می‌گردد.
- بازار گیلار:

بازار گیلار واقع در غازیان است و بیشتر کالاهای ارائه شده در این بازار از اجناس ترک و روس است.
- بازار سپه:

یکی دیگر از بازارهای انزلی بازار سپه است که در میدان امام خمینی - خیابان ابوذر غفاری (خیابان سپه) قرار دارد.

## شهری و اداری

### شهرداری
شهر بندر انزلی به عنوان نخستین شهری در ایران بود که صاحب شهرداری شد، که در آن زمان به آن بلدیه گفته می‌شد. تاریخ تأسیس بلدیه در بندر انزلی به سال: ۱۲۷۶ هجری شمسی بازمی‌گردد. بنای ساختمان شهرداری بندر انزلی با توجه به قدمت، در لیست میراث فرهنگی ایران قرار دارد. شورای اسلامی شهر بندر انزلی نیز به عنوان یک نهاد تصمیم‌گیر وظیفه نظارت بر عملکرد شهرداری را عهده‌دار است.

### ادارات و سازمان‌های دولتی
- شیلات بندر انزلی
- گمرکات بندر انزلی
- بنادر و کشتیرانی بندر انزلی
- هواشناسی استان گیلان
- اداره مخابرات بندر انزلی
- سازمان منطقه آزاد بندر انزلی

## ورزش
انزلی با بیش از ۱۴۵۰۰ ورزشکار سازمان‌یافته با نسبت جمعیت شهری مقام نخست کشور را از لحاظ شمار ورزشکار دارد.

### رشته‌های ورزشی
باشگاه‌های ورزشی متعددی در انزلی در زمینه‌های فوتبال، بدنسازی، فوتسال، شنا، تکواندو، بسکتبال، نجات غریق، واترپولو، قایقرانی، بوکس، کاراته، جودو، کانوپولو، بدمینتون و… فعالیت می‌نمایند. ورزشکاران شهر انزلی در رشته‌های مختلف همواره در سطح اول کشور ایفای نقش می‌کنند، از جمله قهرمانان قایقرانی این شهر هرسال از مسابقات قایقرانی آسیایی همواره افتخارات متعدد و مدال‌های رنگارنگی را به ارمغان می‌آورند.
بندرانزلی باشگاه معروفی به نام ملوان دارد.

### باشگاه‌های ورزشی
در شهر انزلی باشگاه‌های ورزشی متعددی مشغول به فعالیت اند، که برخی از آن‌ها عبارت اند از:
| ردیف | نام باشگاه              |
| ---- | ----------------------- |
| ۱    | ملوان بندر انزلی        |
| ۲    | استقلال شهرداری         |
| ۳    | پیام مقاومت             |
| ۴    | گمرک                    |
| ۵    | بنادر و دریانوردی       |
| ۶    | شیلات                   |
| ۷    | باشگاه گیو              |
| ۸    | ملوان نوین              |
| ۹    | باشگاه شیردلان سپید     |
| ۱۰   | ملوان سپید بندر انزلی   |
| ۱۱   | باشگاه صیدگر بندر انزلی |
| ۱۲   | شاهین بندرانزلی         |
| ۱۳   | مهرآوش بندرانزلی        |
| ۱۴   | عقاب انزلی              |

### گالری تصاویر باشگاه‌های ورزشی

ملوان بندر انزلی
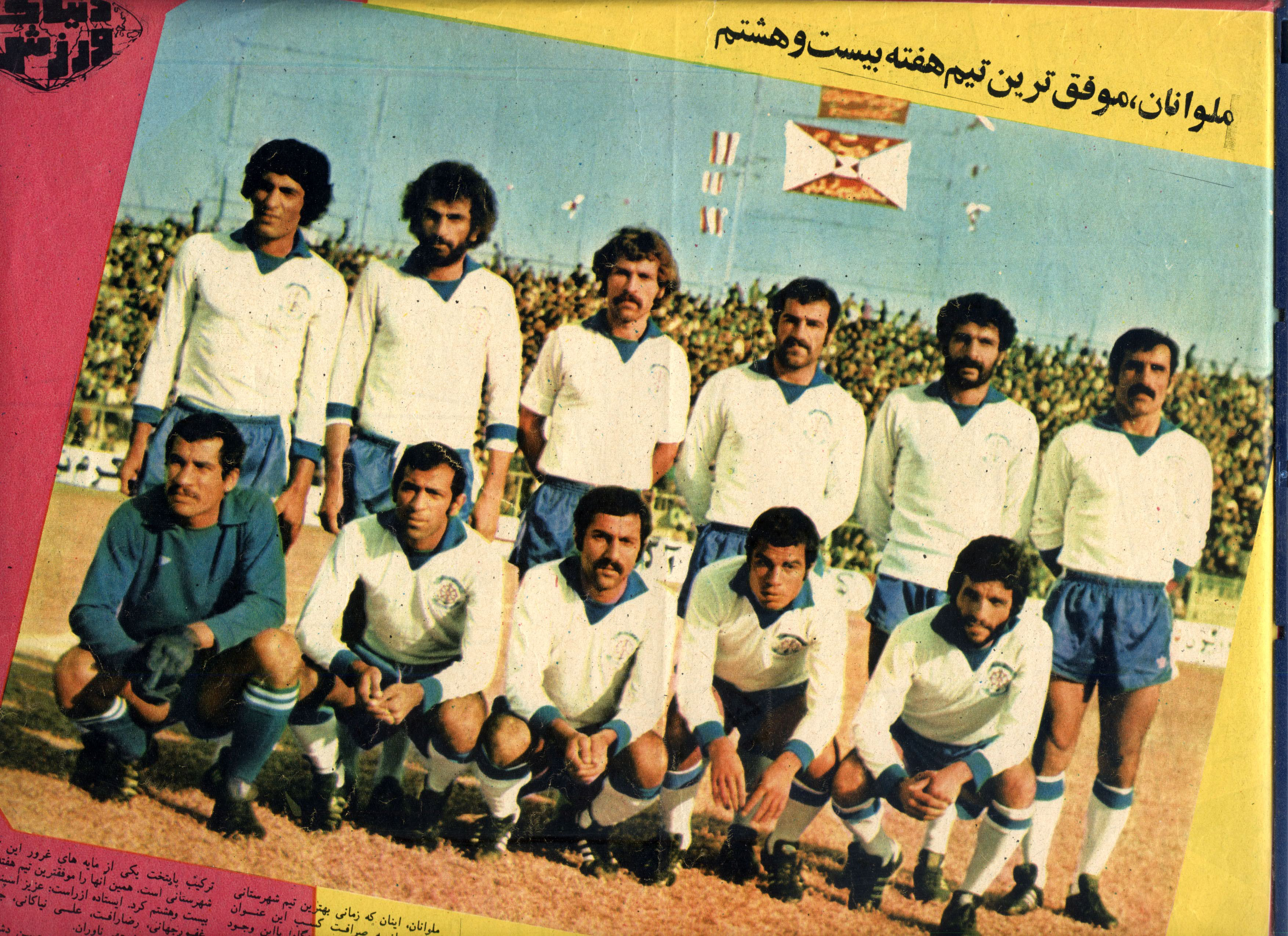
جلد مجله دنیای ورزش
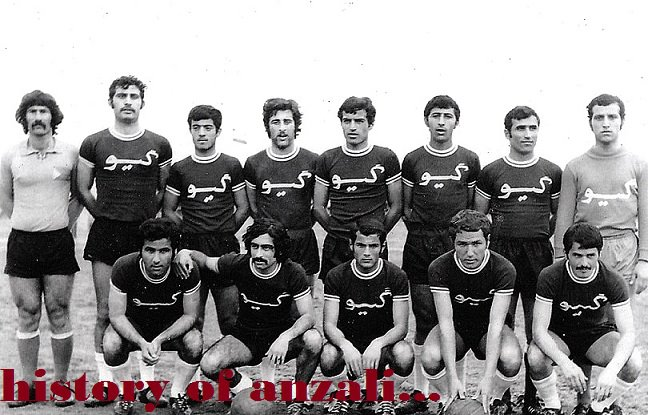
تیم فوتبال باشگاه گیو
ملوان نیروی دریایی انزلی
انزلی قطب بوکس ایران[۹۰]
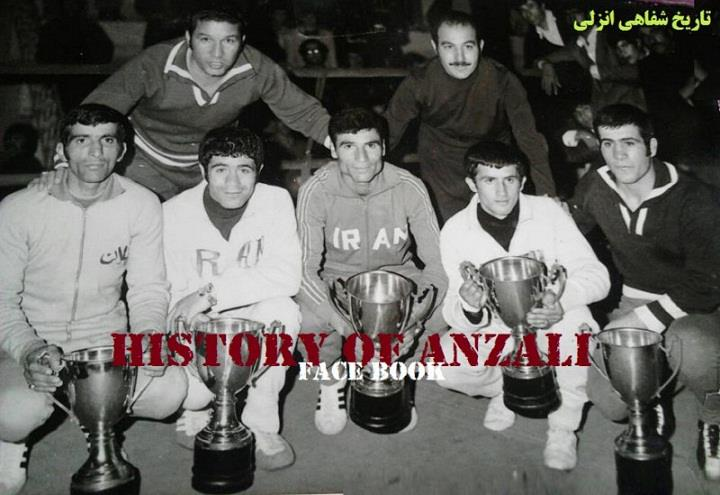
روزهای طلایی بوکس انزلی

## دانشگاه‌ها و مراکز آموزش عالی
- پردیس بین‌الملل دانشگاه علوم پزشکی گیلان
- دانشگاه آزاد اسلامی واحد بندرانزلی
- مؤسسهٔ آموزش عالی انوارالعلوم بندر انزلی
- آموزشکده دریایی شهید خدادادی بندر انزلی
- دانشگاه جامع علمی کاربردی بندر انزلی
- دانشگاه پیام نور واحد بندر انزلی
- مؤسسه آموزش عالی موج بندر انزلی
- مؤسسه آموزش عالی مهرآیین بندر انزلی

## نخستین‌های انزلی
بندر انزلی در سالیان دور فرنام «دروازه ایران و اروپا» را یدک می‌کشید. موقعیت راه‌بردی نخستین بندر شمال ایران سبب شد، تا این شهر بسیار زودتر از بسیاری از شهرهای ایران با فرهنگ و دست‌آوردهای غربی آشنا شوند و در بسیاری از موارد جزء اولین‌ها باشد
- روشنایی برق؛ قبل از سال ۱۲۷۹ خورشیدی به عنوان اولین شهر در ایران که دارای روشنایی گردید.[۹۲]
- گمرک بندر انزلی، دارای پیشینه‌ای بیش از ۳۰۰ سال است.
- اداره شیلات بندر انزلی، بیش از ۱۵۰ سال پیشینه دارد.
- نخستین بلدیه در ایران که اکنون به نام شهرداری مستعار است در این شهر تأسیس گردید ۱۲۷۶ هجری شمسی.
- آموزش و پرورش؛ قبل از سال ۱۲۷۱ خورشیدی و اکابر شبانه آن هم دروس دبیرستانی قبل از سال ۱۲۹۰ خورشیدی اولین شهری که بعد از تهران صاحب نخستین دبیرستان دخترانه شد.
- چاپخانه پیش از سال ۱۲۸۶ خورشیدی.[۹۳]
- بهداری پیش از سال ۱۲۷۶ خورشیدی که به وسیلهٔ بلدیه اداره می‌شد.
- شیر و خورشیدی سرخ (جمعیت هلال احمر) ۱۳۰۴ خورشیدی.
- تلفن پیش از سال ۱۲۷۷ شمسی و پست و تلگراف نیز پیش‌تر از بسیاری شهرهای ایران.
- نظمیه (شهربانی) قبل از سال ۱۲۸۶ خورشیدی.
- راه‌آهن حدود سال ۱۲۶۹ خورشیدی در یکی از روستاهای انزلی.[۹۴][۹۴]
- هواشناسی قبل از سال ۱۲۸۰ خورشیدی.[۹۵]
- نخستین پل متحرک ایران ۱۳۱۴.[۹۶]
- نخستین بار سردخانه در انزلی و حسن کیاده.[۹۳]
- نخستین سردخانه صنعتی ۱۲۹۰ به منظور نگهداری مواد غذایی در بندر انزلی ساخته شد.[۹۷]
- نخستین خطوط هوایی در بندر انزلی به وجود آمد در زمین معروف به زمین طیاره. اولین پرواز در ایران از بندر انزلی به تهران و سپس به اصفهان صورت گرفت.[نیازمند منبع]
- نخستین بار اتومبیل در انزلی به سال ۱۲۷۹ هجری شمسی به راه انداخته شده است.[نیازمند منبع]
- نخستین کارخانه سوسیس‌سازی ۱۳۱۷ شمسی.[۹۸]
- نخستین کارخانه چوب بری و لیموناد سازی، تصفیه خانه نفت، برنجکوبی در این شهر راه‌اندازی شد.[۹۹]
- نخستین سالن نمایش تئاتر و اولین استودیو فیلم‌سازی به همت ابراهیم مرادی اولین کارگردان سینمای بلند ایران[۱۰۰]
- نخستین نشریه ورزشی در ایران توسط پهلوان عزیز وکیل منفرد پدر ورزش گیلان و مؤسس سومین باشگاه ورزشی ایران، باشگاه گیو بندر انزلی در سال ۱۳۳۹ ه‍. ق[۱۰۱]
- نخستین کارخانه جات نساجی سال ۱۲۹۷ هجری شمسی.
- کهن‌ترین کلیسای ارامنه ایران.
- نخستین کارخانه آبنبات‌سازی و بستنی در ایران.
- نخستین پل متحرک در ایران سال ۱۳۰۸ هجری شمسی.
- کهن‌ترین برج اداری در ایران. معروف به برج ساعت امروزی.

### نخستین نیروی دریایی شمال ایران
از اقدامات مهم در دوران نادرشاه را می‌توان تلاش برای تشکیل نیروی دریایی ایرانی در دریای خزر نام برد. او برای نیل به این هدف جان التون انگلیسی را برای تأسیس کارخانه کشتی‌سازی در انزلی گماشت و لقب جمال بیگ به او داد. او که قبلاً دو کشتی در قازان برای رود ولگا ساخته بود، از طرف نادرشاه مأمور شد که سواحل خزر را بررسد. او موفق شد یک کشتی با ظرفیت ۲۰ توپ بسازد که گزارش شده بهتر از کشتی‌های روسی در خزر بود.

## اماکن دیدنی و تاریخی
| ردیف | نام مکان                        | نوع مکان      | توضیح |
| ---- | ------------------------------- | ------------- | --- |
| ۱    | تالاب انزلی                     | طبیعی         | تالاب انزلی سواحلی پوشیده از نیزار و گل‌های دریایی رنگارنگ و نیلوفر دارد و قایقرانی و اسکی، شکار، ماهیگیری و گردش با قایق از تفریحات رایج در آن است. در زمستان‌ها هزاران پرنده دریایی به این محل مهاجرت می‌کنند. به علت فراوانی گل‌های نیلوفر، تالاب به جزیره گل‌ها نیز معروف است. انواع ماهیان و گیاهان در تالاب وجود دارند |
| ۲    | ساحل انزلی                      | طبیعی         | در تابستان سال ۱۳۸۶ توسط سازمان منطقه آزاد انزلی طرح ساحلی شامل: نصب ۶۵ آلاچیق سنتی و بتنی، طرح شنای برداران و خواهران، زمین والیبال و فوتبال ساحلی، پارکینگ، سرویس بهداشتی، محل استقرار گروه امداد و نجات و سایر امکانات رفاهی برای گردشگران در حدود سه کیلومتر از نوار ساحلی منطقه ایجاد شده است. |
| ۳    | مناره انزلی                     | تاریخی        | برج ساعت انزلی واقع در محوطه پشتی بازار سپه (میدان انزلی) که قدمت آن به سال ۱۸۱۵ میلادی می‌رسد، ۲۸ متر ارتفاع دارد و به منزله فانوس دریایی بوده است که در ساحل انزلی و در دل دریا مشاهده می‌شود. این فانوس در سال ۱۲۳۰ تا ۱۲۳۴ هجری قمری در زمان حکومت ناصرالدین‌شاه توسط خسروخان گرجی حاکم وقت ساخته شده است و با روغن چراغ روشن می‌شده و برای راهنمایی دریانوردان به کار می‌رفته است. در سال ۱۳۰۷ شمسی پس از مرمت این برج، ساعتی چهار سو بر فراز آن استوار گردید که بعد از تعویض و تعمیر در سال ۱۳۶۹، تا به امروز به درستی کار می‌کند.                    |
| ۴    | موج شکن انزلی                   | تاریخی        | موج شکن انزلی ۵۲۰ متر است و کار ساختمان آن در سال ۱۲۹۳ شمسی کاملاً پایان پذیرفت. |
| ۵    | موج شکن غازیان                  | تاریخی        | طول موج شکن غازیان ۷۵۰ متر بوده و کار ساختمان آن در سال ۱۲۹۳ شمسی کاملاً پایان پذیرفت. |
| ۶    | پل انزلی                        | تاریخی        | این پل میان انزلی و میان‌پشته بسته شده است. ساخت این پل و نیز پل غازیان را مهندسان سوئدی در سال ۱۳۱۴ آغازیدند، که در سال ۱۳۱۶ به پایان رسید. این پل ۵۰/۱۲۷ متر درازا، ۱۰ متر پهنا و از سطح آب ۵/۶ متر ارتفاع دارد. همچنین دارای سه دهانه ثابت و یک دهانه متحرک به طول ۲۵ متر برای عبور کشتی‌ها است. این پل نیز هم چون پل غازیان، از بتن آرمه و تیرآهن ساخته شده است. |
| ۷    | پل غازیان                       | تاریخی        | پل غازیان به میان‌پشته به طول ۲۱۰ متر و عرض ۱۰ متر و ارتفاع ۸۵/۶ متر با ۵ دهانه که یک دهانه از آن به طول ۲۵ متر متحرک بوده است. هردو پل غازیان و انزلی از بتن مسلح ساخته شده شروع ساختمان از اواخر تیرماه ۱۳۱۴ شمسی و پایان کار دراوایل تابستان ۱۳۱۶ شمسی یعنی مدت ۱۸ ماه بوده و در خرداد ماه ۱۳۱۷ مورد استفاده قرارگرفته و روز چهارشنبه هفتم آذر ماه ۱۳۱۸ شمسی به‌طور رسمی تحویل گردید. این دو پل وسیله کمپانی (سنتاب) آلمانی و شرکت‌های مختلف از جمله «موتلا» سوئدی ساخته شد و در نتیجه با احداث آن راه ارتباطی آذربایجان رشت - قزوین - تهران برقرارشد |
| ۸    | کاخ میان‌پشته                    | موزه تاریخی   | کاخ میان‌پشته در سال ۱۳۱۲ شمسی بر روی کاخ خوشتاریا ساخته شده و ۱۱ اتاق و یک سالن پذیرایی و چهار سرویس حمام و دستشویی با نمایی بسیار زیبا دارد. این کاخ در حال حاضر موزه نظامی است و انواع سلاح‌های گرم و سرد از زمان صفویه تاکنون در معرض دید عموم است. موزه نظامی بندرانزلی در ساختمانی قرار گرفته که خود موزه‌ای از معماری و هنر است. |
| ۹    | بلوار بندر انزلی                | تاریخی-تفریحی | قدمت این پارک ساحلی به سال ۱۳۰۷ بازمی‌گردد. بلوار به وسعت ۳۵۰۰۰ متر مربع در کنار موج شکن و مشرف به دریا ساخته شده است و همراه با گلزار زیبایش پارکی دیدنی است. |
| ۱۰   | آرامگاه آقا سید محمد نجفی       | زیارتی        | سیّد محمد نجفی در سال ۱۲۵۷ شمسی در نجف اشرف (عراق) دیده به جهان گشود. وی از نوادگان حسین است. |
| ۱۱   | بقعه بی‌بی حوریه                 | زیارتی        | آرامگاه خواهر موسی کاظم است. بنای آن جدید و مجلل بوده و دیوارها از سنگ مرمر، سقف بقعه طاق هشت ضلعی با کاشی‌های منقوش و بام آن گنبد مدور کاشی کاری شده است ضریح بزرگ فلزی مشبک و مطلا و شیشه‌بند، مرقد روی کرسی از سنگ مرمر عالی بنا شده است. بقعه دارای تأسیساتی مانند زائرسرا، مسجد با دو گلدسته بلند و زیبای کاشی‌کاری شده، سرایداری و پارکینگ است. |
| ۱۲   | گورستان لهستانی‌ها در بندر انزلی | تاریخی        | در این گورستان تعداد ۶۳۹ نفر از مهاجرین لهستانی که طی حمله سربازان نازی در سال ۱۹۴۱ از طریق بندر انزلی به ایران پناهنده شدند به خاک سپرده شده‌اند، که این گورستان دومین گورستان بزرگ سربازان لهستانی در ایران است که بیش‌تر به علت بیماری و سختی راه جان سپرده‌اند و در شهرهای مختلف ایران به خاک سپرده شده‌اند. گورستان انزلی پس از تهران بزرگ‌ترین گورستان این افراد جنگ زده است که یادگاری اند از اتفاقات تلخ جنگ جهانی دوم. |
| ۱۳   | حافظیه انزلی                    | تاریخی        | محل ترنم موزیک در سال ۱۳۱۱ شمسی به وسیله شهرداری و توسط مهندسی آلمانی ساخته شد و مساحت کلی این بنا ۷۶ متر مربع است؛ که مکانی بود برای هنرنمایی گروه‌های موسیقی، این بنا ۴ سال پیش از ساخت بنای جدید حافظیه ساخته شده است که با توجه به شهرت حافظیه در سال ۱۳۶۶ توسط شهردار وقت بندر انزلی این بنا که شباهت زیادی به آرامگاه حافظ شیرازی دارد از محل ترنم موزیک بندر انزلی به حافظیه انزلی تغییر نام پیدا کرد. |
| ۱۴   | مجتمع تفریحی طرح دریا           | تفریحی        | مناطق ویژه و مجهز طرح شنا مخصوص خواهران و برادران در خیابان پاسداران، ساحل قو و نیز جنب هتل سفیدکنار قرار دارد که مجهز به انواع خدمات رفاهی، نجات غریق، اسکله قایقرانی، مرکز خرید و غیره می‌باشند. |
| ۱۵   | پارک شهر                        | تفریحی        | |

### عکس‌هایی از اماکن دیدنی

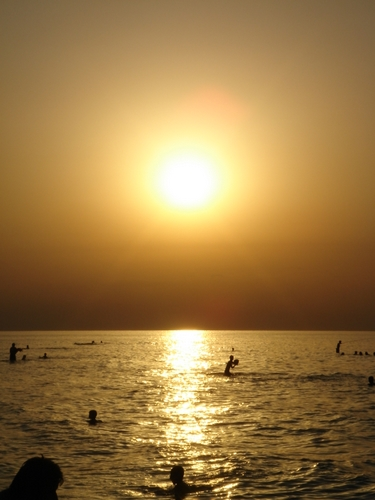
غروب ساحل
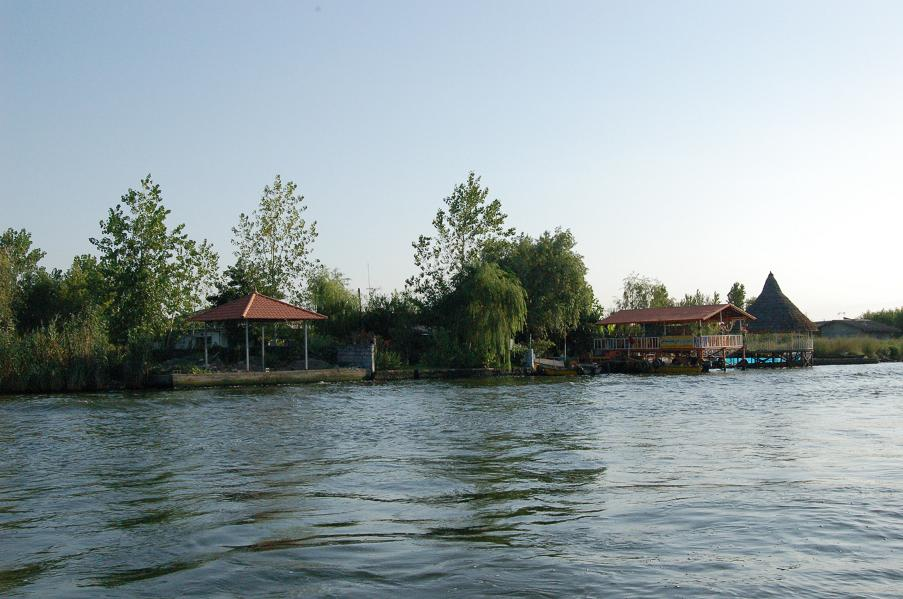
تالاب انزلی
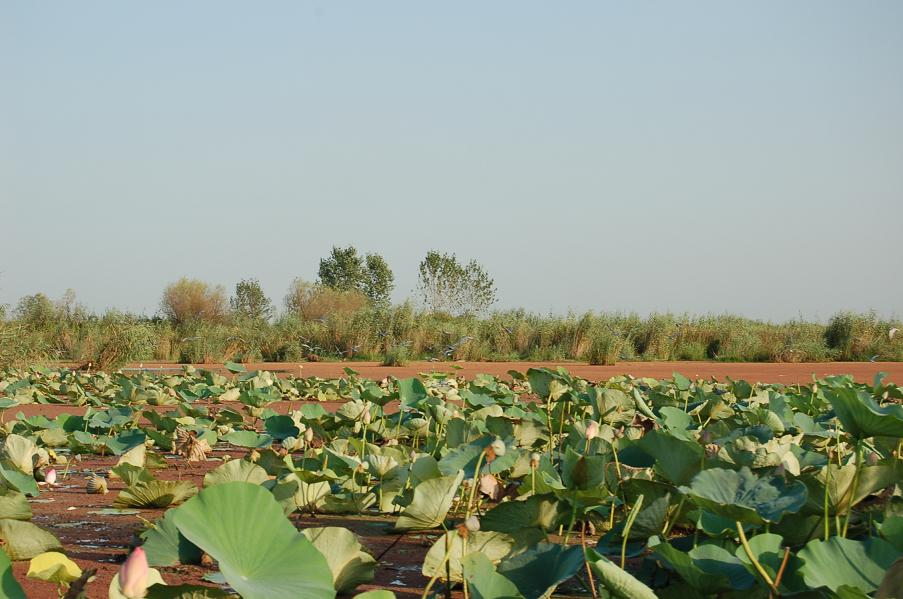
تالاب انزلی
موج شکن
کشتی تفریحی میرزا کوچک خان
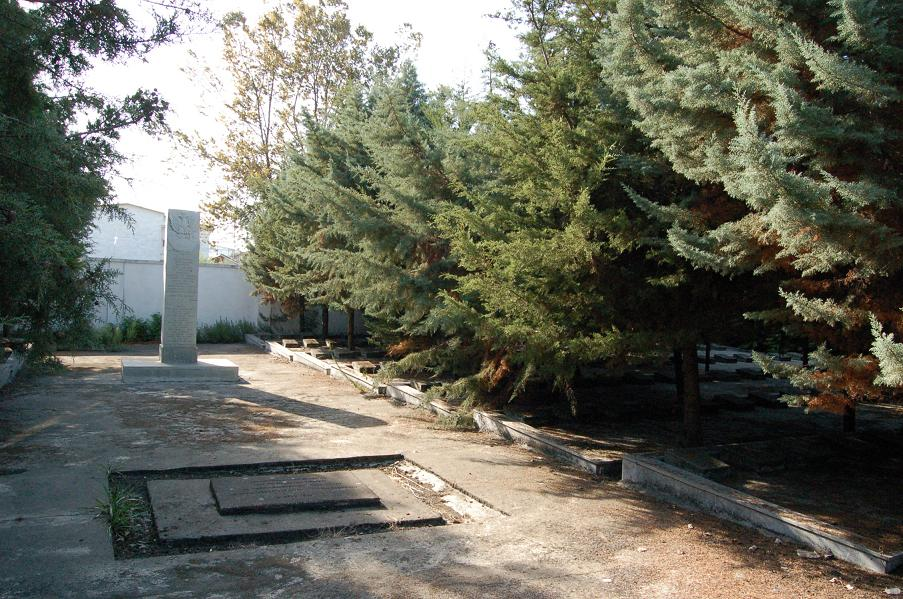
آرامگاه سربازان لهستانی
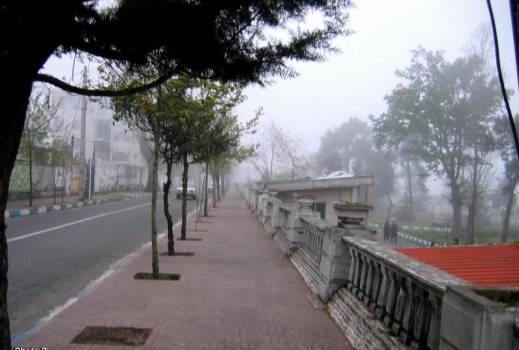
نمای بیرونی از بلوار انزلی
ساحل قدیم انزلی
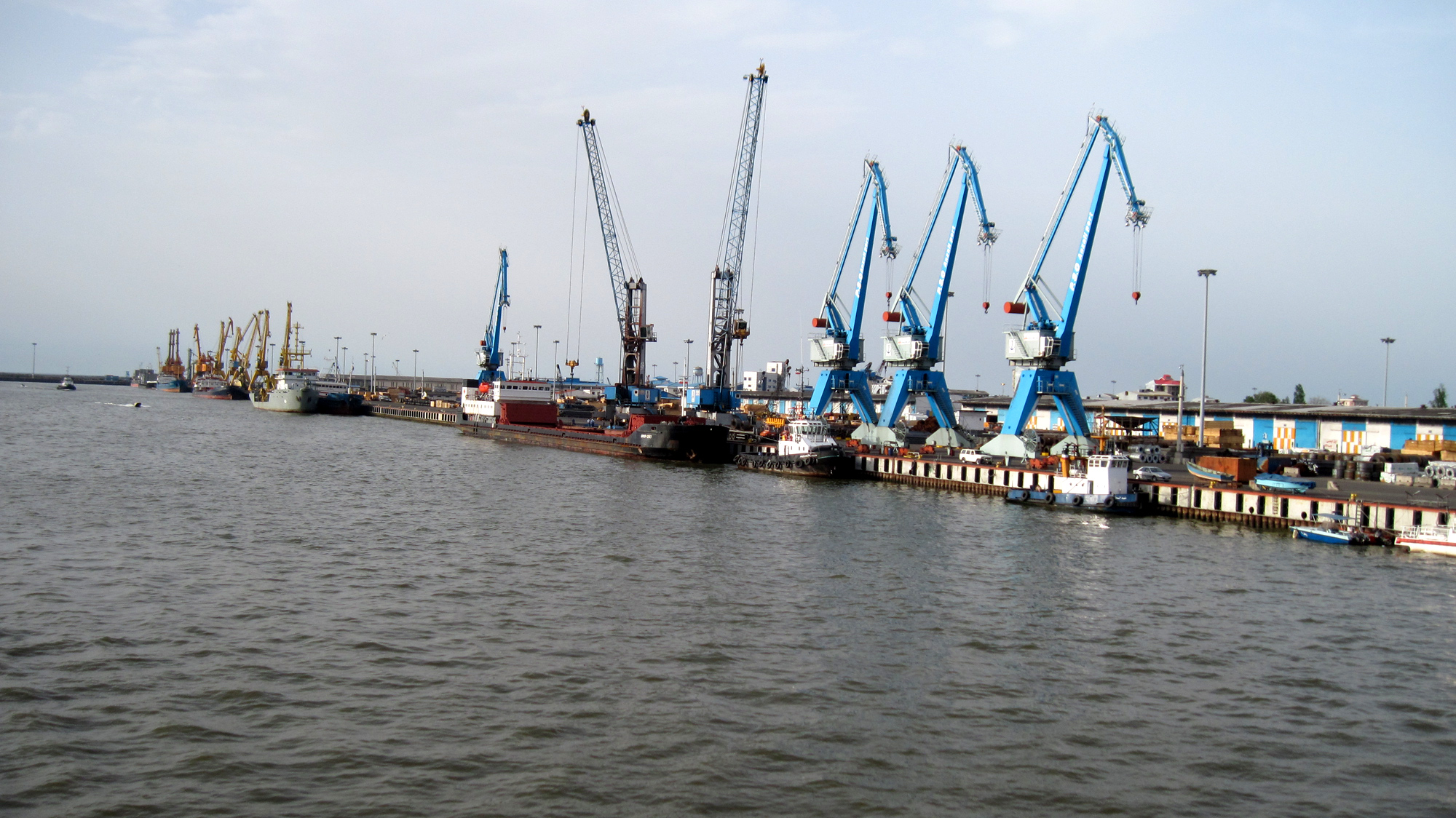
تأسیسات ساحلی بندر انزلی
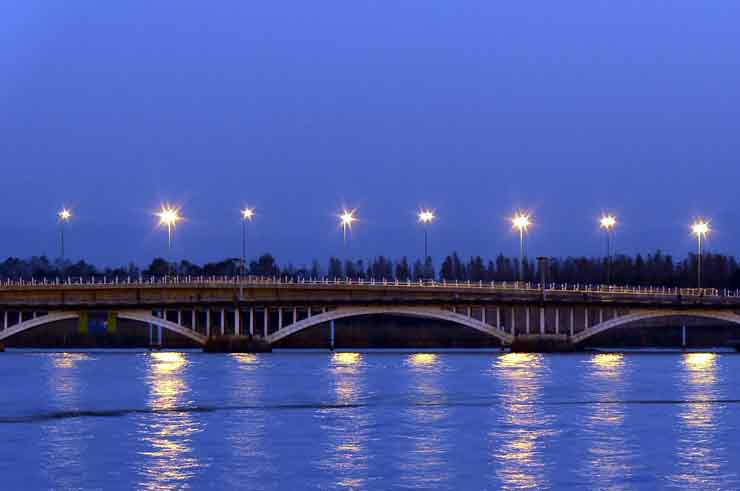
پل قدیم غازیان
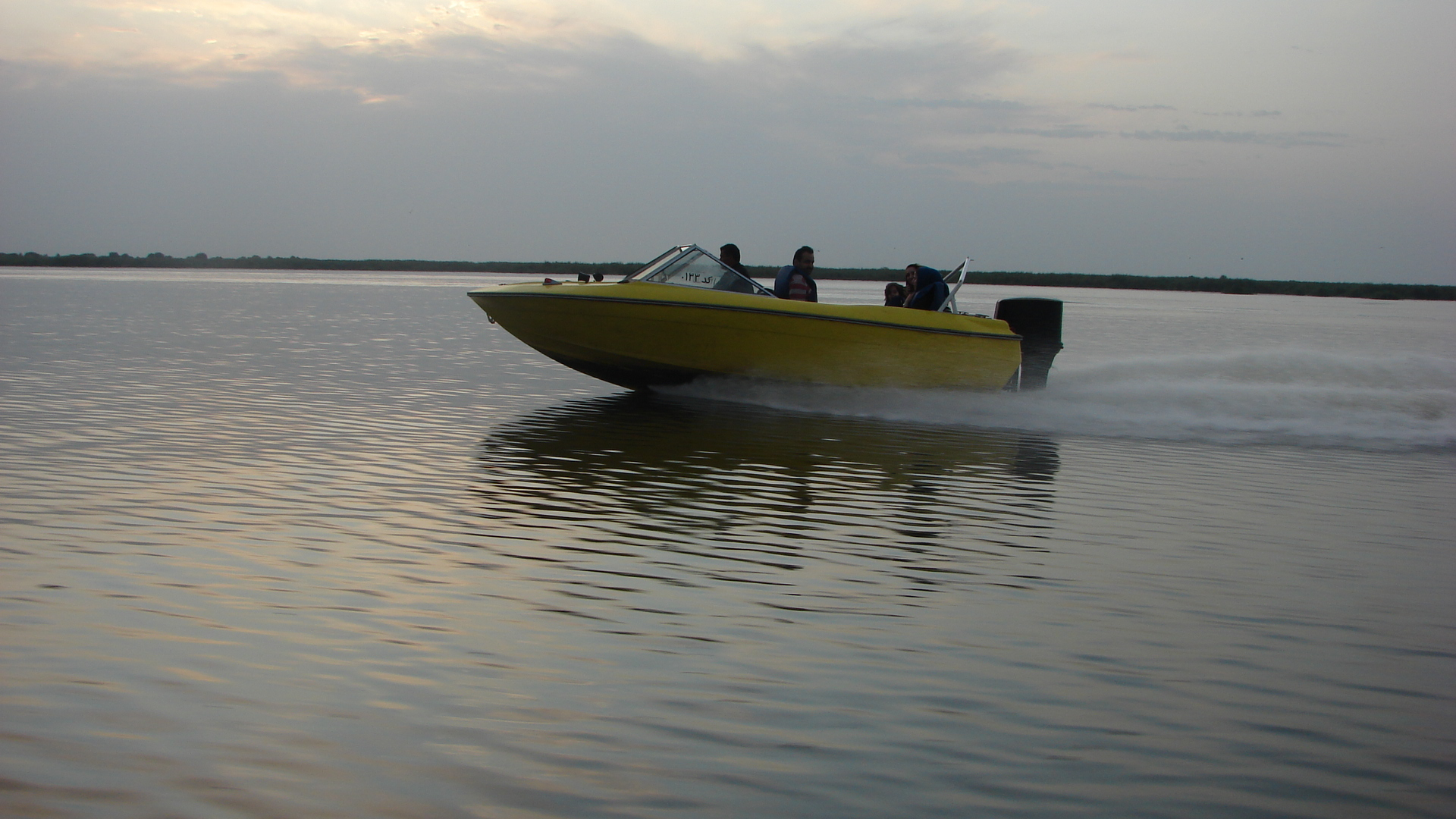
تالاب انزلی
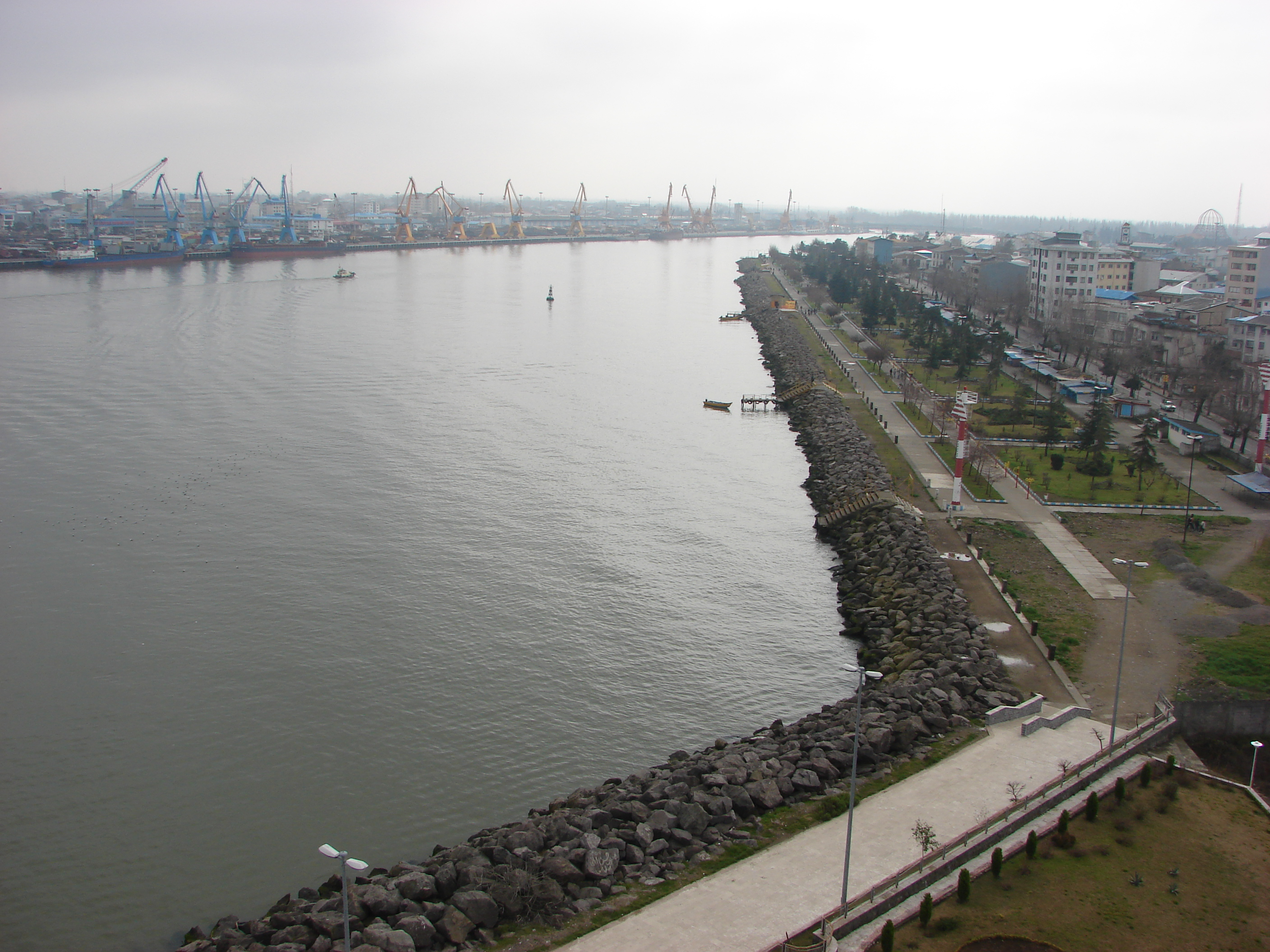
بلوار
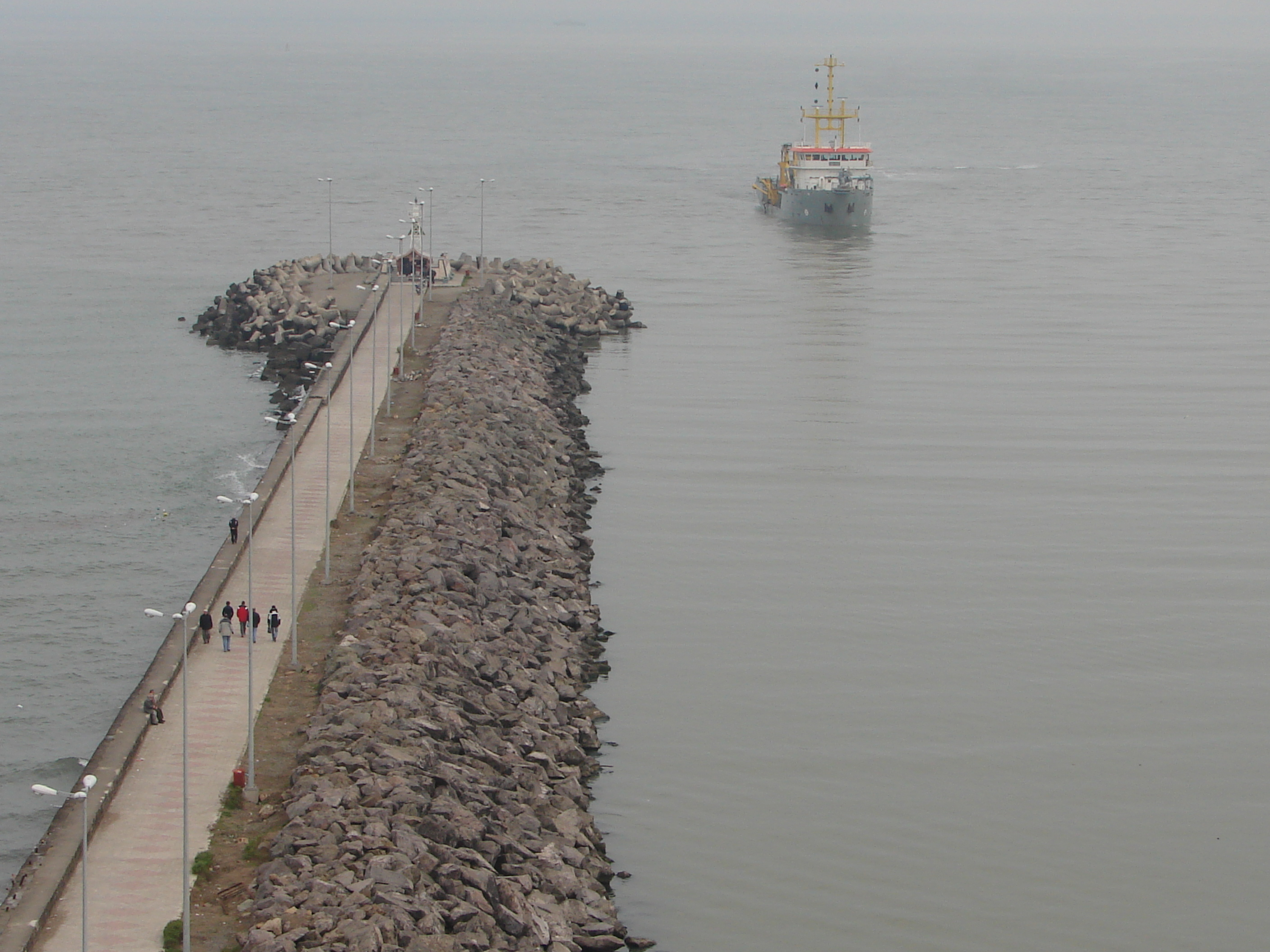
موج شکن
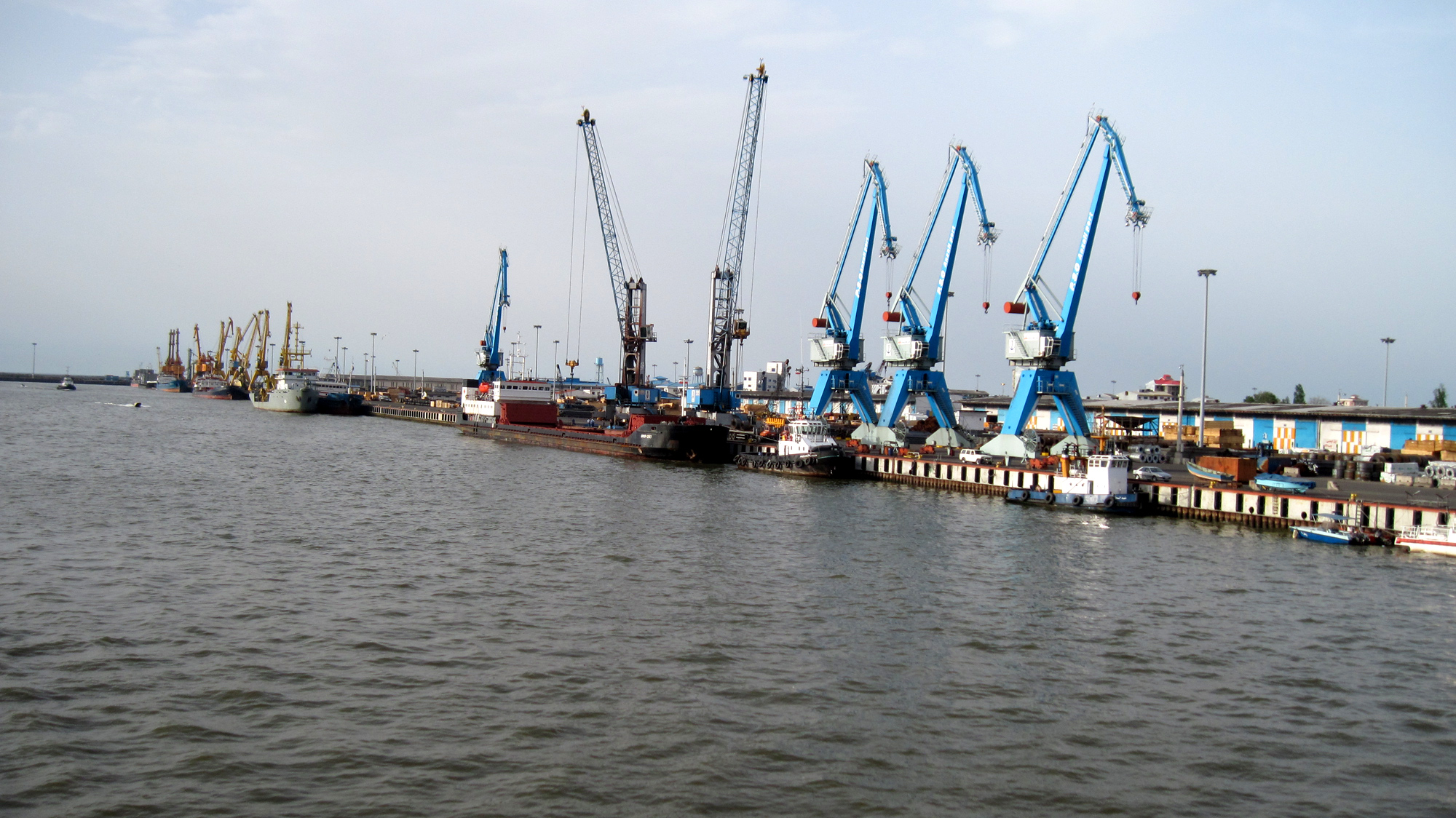
تأسیسات ساحلی
برج طاووس بزرگترین برج گیلان
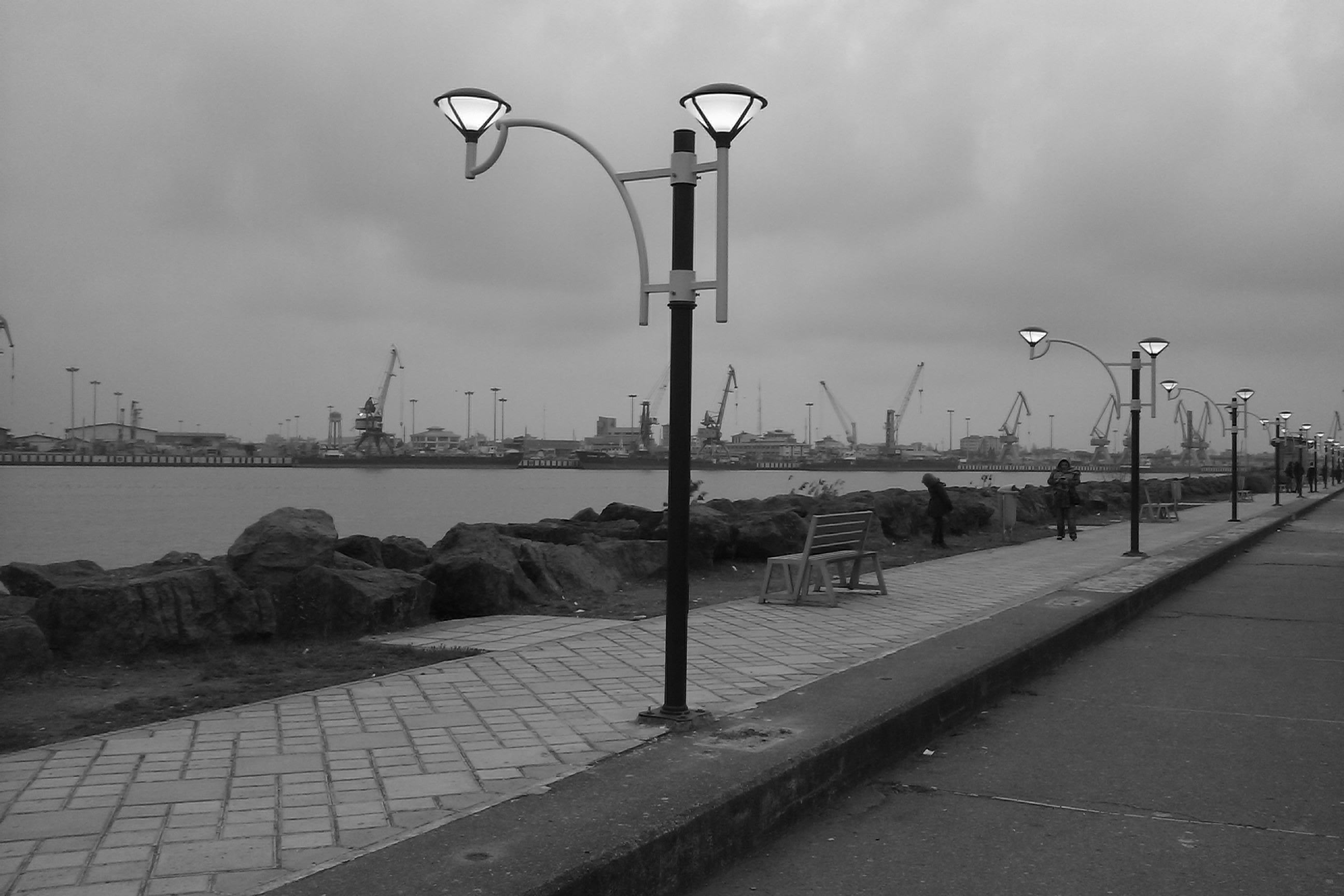
بندرانزلی اسفند ۱۳۹۲
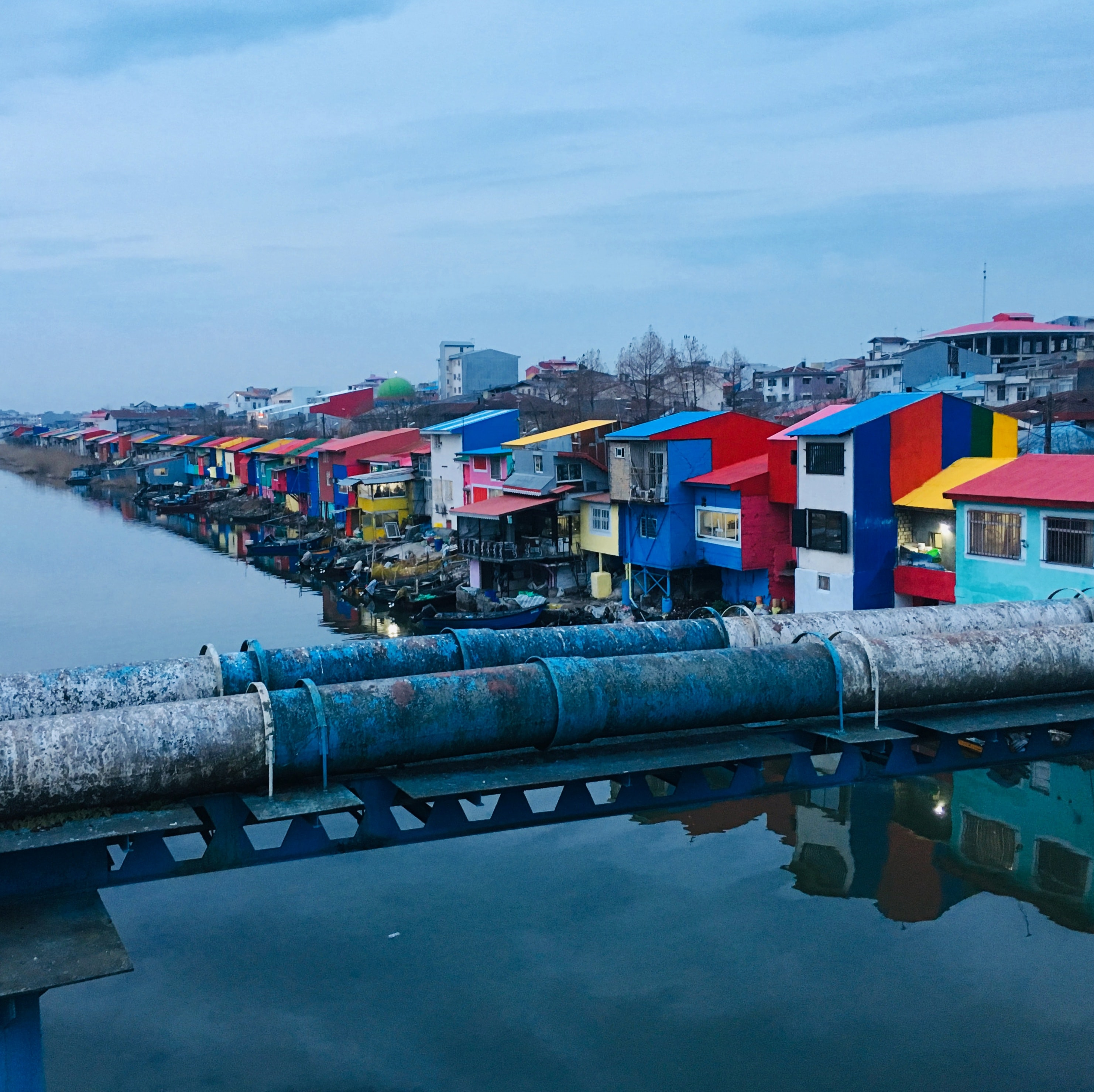
خانه‌های رنگی
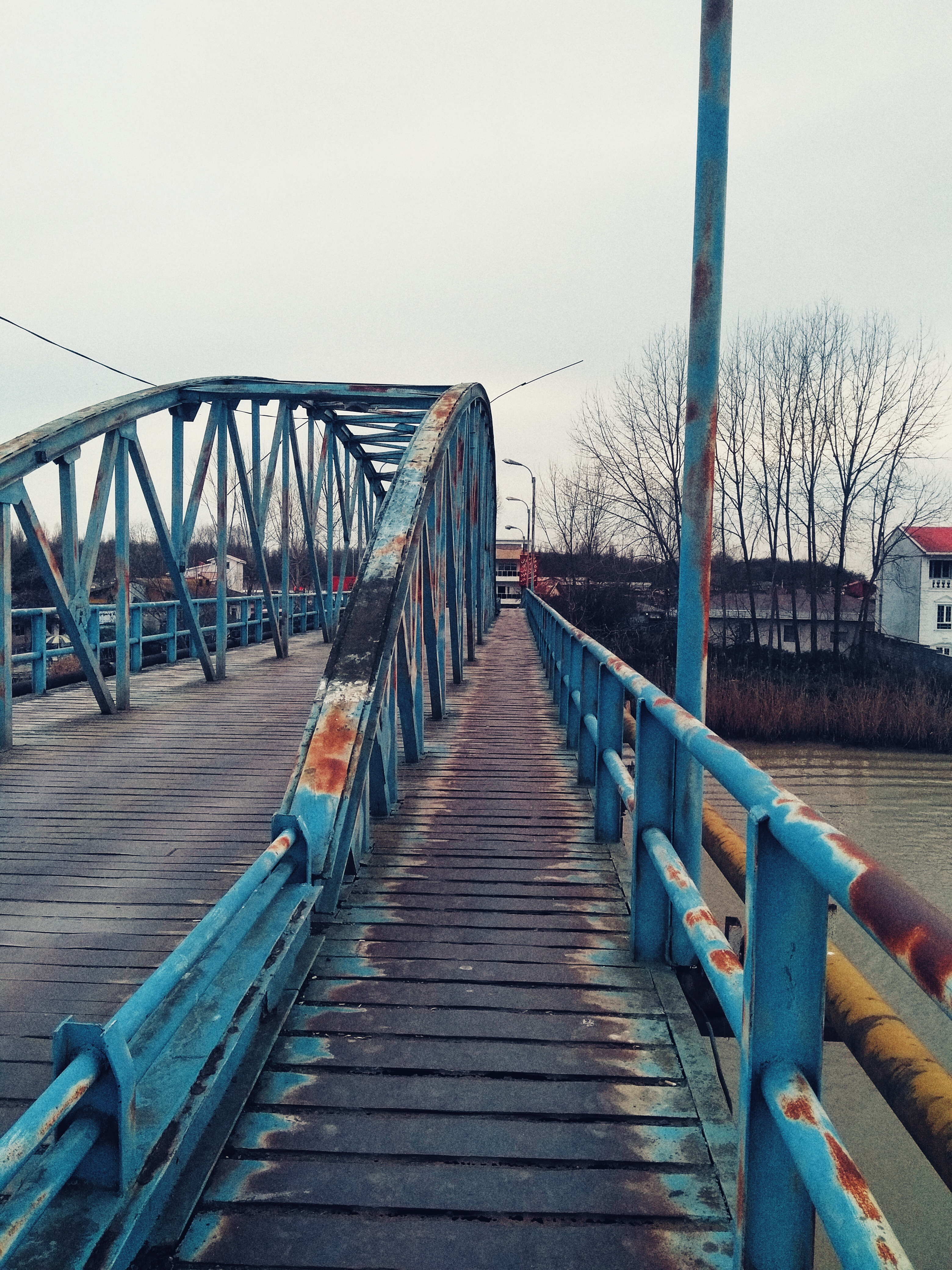
پل قلم گوده

## رسانه
- نشریات:

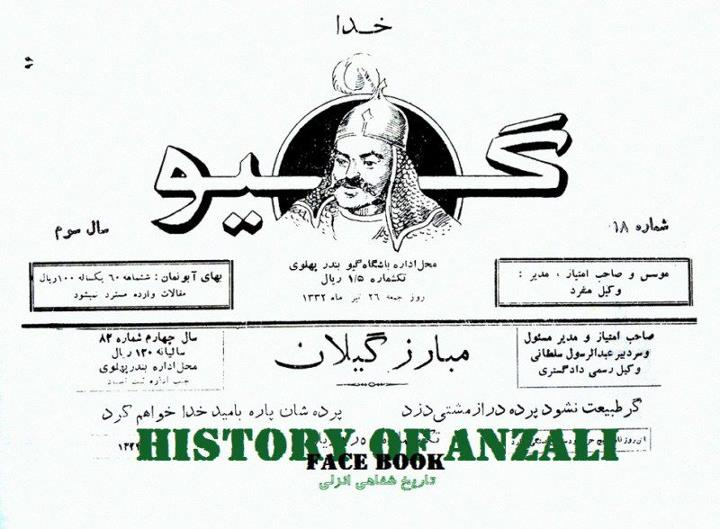
جراید مبارز گیلان و گیو انزلی

- اولین نشریه بندر انزلی در شهریور ماه سال ۱۲۸۶ به نام ساحل نجات منتشر شد. این نشریه، هفته‌ای دو بار به چاپ می‌رسید و ارزش هر شماره آن ۳ شاهی بود. در سرلوحه روزنامه عبارات زیر خوانده می‌شد:

روزنامه آزاد ملی، علمی، ادبی، تاریخی که از حمایت مشروطه و عدالت سخن می‌گوید. از روزنامه ساحل نجات هفت شماره بیشتر منتشر نشد؛ و سرانجام توسط دولت وقت توقیف گردید.
- نشریه مبارز گیلان
- نشریه ورزشی گیو[۱۰۱]

## شهرهای خواهرخوانده
- بروجرد، ایران (بهار ۱۳۹۰)[۱۰۷][۱۰۸]
- ویتنام، هوئه
- تاتارستان، کازان روسیه
- قزاقستان، آق‌تاو

بندر انزلی به علت دارا بودن شرایط اقلیمی خاص و داشتن وجه تشابه با زیباترین شهرهای جهان تا کنون توانسته است با شماری از این شهرها از کشورهای فرانسه، ایتالیا، لهستان و… توافق‌نامه خواهرخواندگی امضا کند.

## جاذبه‌های گردشگری و مشاهیر
از جاذبه‌های گردشگری انزلی می‌توان به تالاب انزلی، کاخ میان‌پشته، پل انزلی، آکواریوم منطقه آزاد انزلی که یکی از بزرگ‌ترین آکواریوم خاورمیانه است و هتل ایران بندر انزلی و گورستان لهستانی‌ها در بندر انزلی کلیسای مریم مقدس (بندر انزلی) اشاره کرد. از مشاهیر بندر انزلی می‌توان به جلیل ضیاءپور، احمد عاشورپور، شاهین نجفی، احمد نوری‌زاده، سیروس گرجستانی، سیروس طاهباز، ناهید سالیانی، ابراهیم مرادی، علی درویش‌زاده، محمدحسین جزیره‌ای، عزیز نبوی، میلاد کی‌مرام، پارسا پیروزفر، سید جواد هاشمی، بهنام آژنگ، سیمون آیوازیان، سید جلال حسینی، سید جلال رافخایی، مازیار زارع، سعید عزت‌اللهی، محمد احمدزاده سیروس قایقران، عزیز اسپندار، مریم ایراندوست، غفور جهانی، سوشا مکانی، محمد مایلی‌کهن، حسین اغماض، مظفر مسافری، جبار فعلی، عزیز وکیل منفرد، علی آقامیرزایی، نازنین ملائی، احمد دنیامالی، حسن خسته‌بند، تورج حسنی‌مقدم، فرج‌الله رسائی، سید موسی نامجو، سید محمدجواد پیشوایی، جاسم ویشگاهی، یعقوب کوچکزاد و حامد آهنگی اشاره کرد.

## نگارخانه

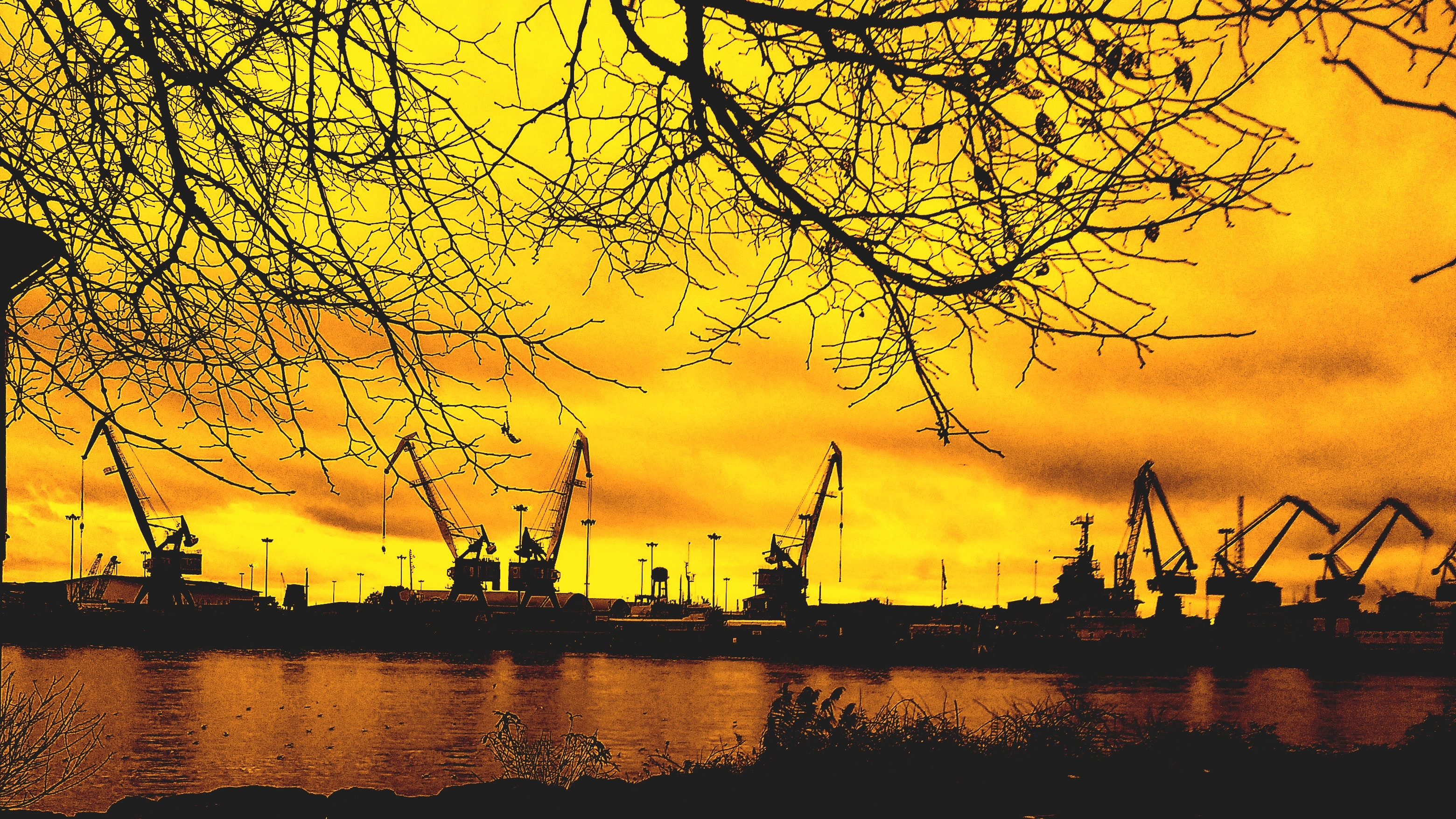
نمایی از باراندازهای بندرانزلی